# Acuario (recipiente)

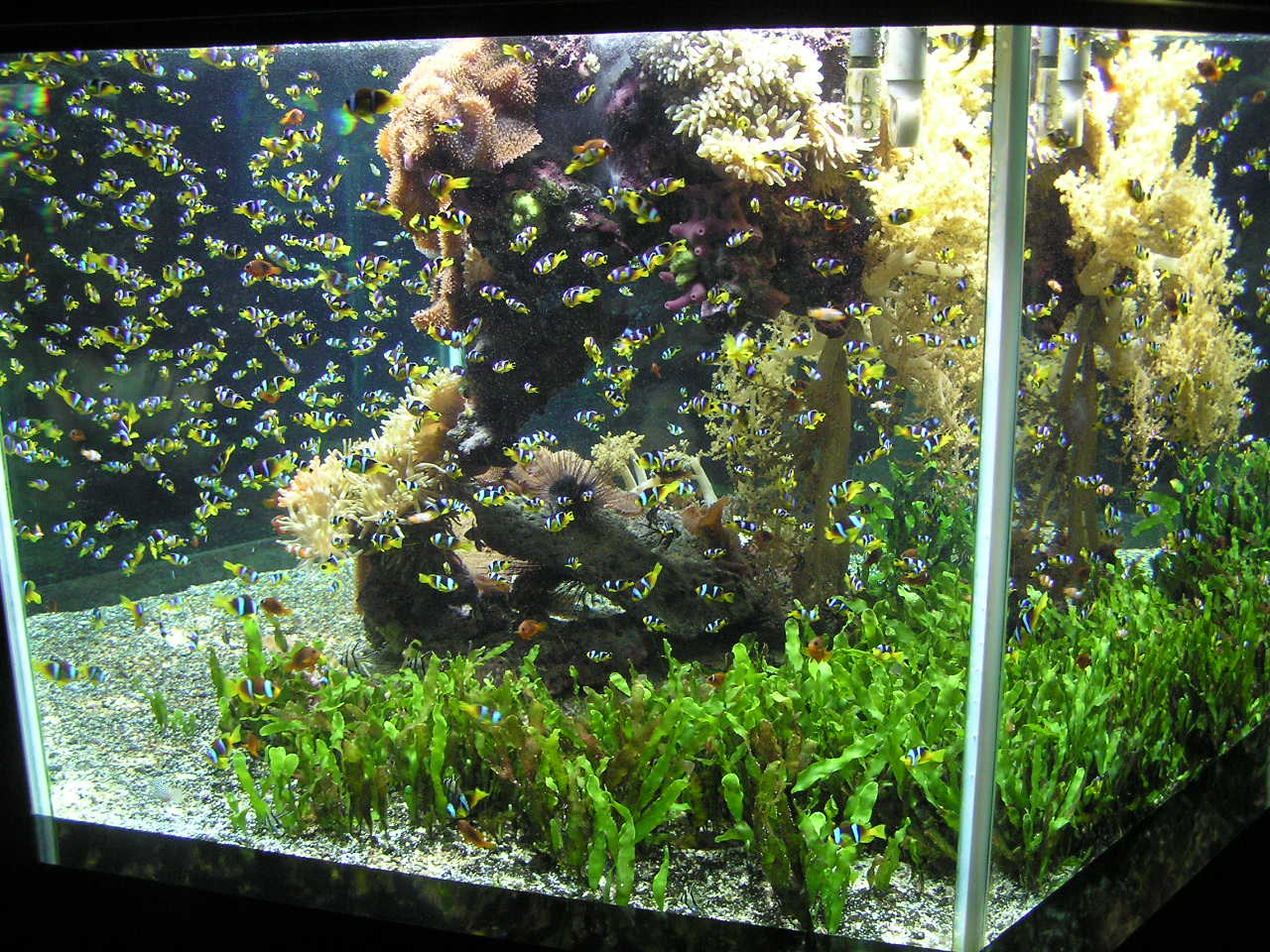
Acuario monegasco. Los acuarios cumplen muchas funciones y son un pasatiempo muy antiguo.

Un acuario es un recipiente de vidrio o de otros materiales, generalmente transparentes, que incluye los componentes mecánicos que hacen posible la recreación de ambientes subacuáticos de agua dulce, marina o salobre, a fin de albergar un ecosistema correspondiente a esos ambientes, con peces, invertebrados, plantas y casi cualquier animal fluvial o marino.
La cría de seres acuáticos en cautividad es muy antigua, sin embargo los acuarios nacieron en el siglo XVIII, al menos en su forma contemporánea.[cita requerida] El entretenimiento de mantener y disfrutar de un entorno acuático a la vista de todos surgió con la moda de coleccionar animales y sobre todo plantas acuáticas. Estas últimas necesitaban humedad tanto para vivir como para ser transportadas, para lo cual se desarrollaron recipientes sellados que podían contener cierta cantidad de líquido. Más adelante, dicha cantidad fue aumentando hasta convertirse en los modelos actuales.
Un acuario es una instalación muy planificada. Los exitosos requieren algún estudio preliminar para su correcta ubicación, así como una previsión del contenido que albergarán, pues se precisa conocer de antemano el tipo de agua, el tipo de fauna y flora, la decoración o el suelo. Del mismo modo, resultan imprescindibles un conjunto de mecanismos y sistemas automáticos con la capacidad y potencia suficientes para lograr condiciones como la temperatura necesaria, la oxigenación adecuada o la luz precisa que mantenga un ambiente saludable para la flora y la fauna, sin perder con ello transparencia y vistosidad.
Los acuarios son ecosistemas vivos y, por lo tanto, dinámicos. Razón por la cual siguen demandando cuidados extras, aún con todas las automatizaciones conseguidas. Tareas como el cambio de agua, la combinación de nutrientes para la fauna y la flora, la limpieza del biotopo o la sustitución de filtros siguen siendo imprescindibles para la salud de los seres vivos y no se han conseguido automatizar por el momento.
Todas las tareas y los desembolsos necesarios para hacerse con un acuario y mantenerlo no desaniman a los aficionados a esta disciplina de la biología, por las ventajas que presenta para sus propietarios, convirtiéndose incluso en una industria propia. Asimismo, han proliferado acuarios profesionales en muchos países, abiertos al gran público, con millones o decenas de millones de litros de capacidad. En ellos viven peces, plantas e, incluso, mamíferos marinos, como belugas, morsas u orcas, y realizan programas de reproducción y repoblación con especies amenazadas.[cita requerida]
La popularización de los acuarios, públicos y privados, se ha expandido hasta el punto de volverse un elemento más de la cultura popular.[cita requerida]

## Etimología
La palabra acuario proviene del latín aqua, que significa ‘agua’, más el sufijo -rium, que significa ‘lugar’ o ‘edificio’. El término se le atribuye a Philip Henry Gosse, explica Brunner (2005, p. 38), quien utilizaba la expresión vivario en su libro (sic) A Naturalist's Rambles on the Devonshire Coast, publicado en 1885, como vocablo intercambiable con «acuario marino». Pero al año siguiente ya lo sustituyó por la nueva voz en su trabajo (sic) The Aquarium: An Unveiling of the Wonders of the Deap Sea. Siguiendo las explicaciones de Burnner, para Gosse «acuario» constituía una palabra más fácil de pronunciar y de recordar, dejando «vivario» para las urnas con anfibios y reptiles. Se podía llamar también aqua vivarium, pero entendió que aquarium era la forma neutra de aquarius, además de aportar reminiscencias latinas.
Por derivación, la ciencia o la parte de la biología que estudia los acuarios se llamaría acuariología. Pese a ser acuñado en el siglo XIX, el término no lo recoge la Real Academia Española, aun siendo muy utilizado en la literatura especializada, no solo en manuales de instrucciones y divulgación, investigaciones como la de Pedro Arté (1958) ya lo llevaban por título a finales de los años 50 a. C.
El concepto de «acuario» se diferencia del de «pecera» por las condiciones ambientales. Para el primer caso estas son permanentes, controladas y adaptadas a los organismos que van a vivir en él. Los acuarios más sofisticados pueden albergar ecosistemas tan delicados como un arrecife de coral, al estar dotados de sistemas de iluminación, generadores de olas, filtros físicos, biológicos y químicos, termostatos, bombas dosificadoras de elementos, relojes, alimentadores y un largo etcétera. Por su parte, una pecera carece de todo ese instrumental. Es un recipiente de diferentes tamaños, formas y materiales, construido con el fin de mantener y observar peces y otros organismos acuáticos.
La voz acuario es de uso neutro, no así el término pecera, el cual posee connotaciones negativas por representar una especie de tortura para los inquilinos que les haya tocado en suerte malvivir en ella, pues la pecera típica es una bola de cristal, abierta por arriba a través de un agujero circular, con un fondo plano, en el que se mantiene agua y los peces de colores. Al no estar controladas las condiciones ambientales, el agua debe ser sustituida cada cierto tiempo por otra sin clorar para eliminar toxinas y aportar oxígeno, respirado por los animales del interior. En estas circunstancias generalmente solo sobreviven especies robustas, como carpas doradas (Carassius auratus). Afortunadamente para sus pobladores, las peceras casi han desaparecido, según Dreyer y Keppler (1996, p. 13).

## Historia

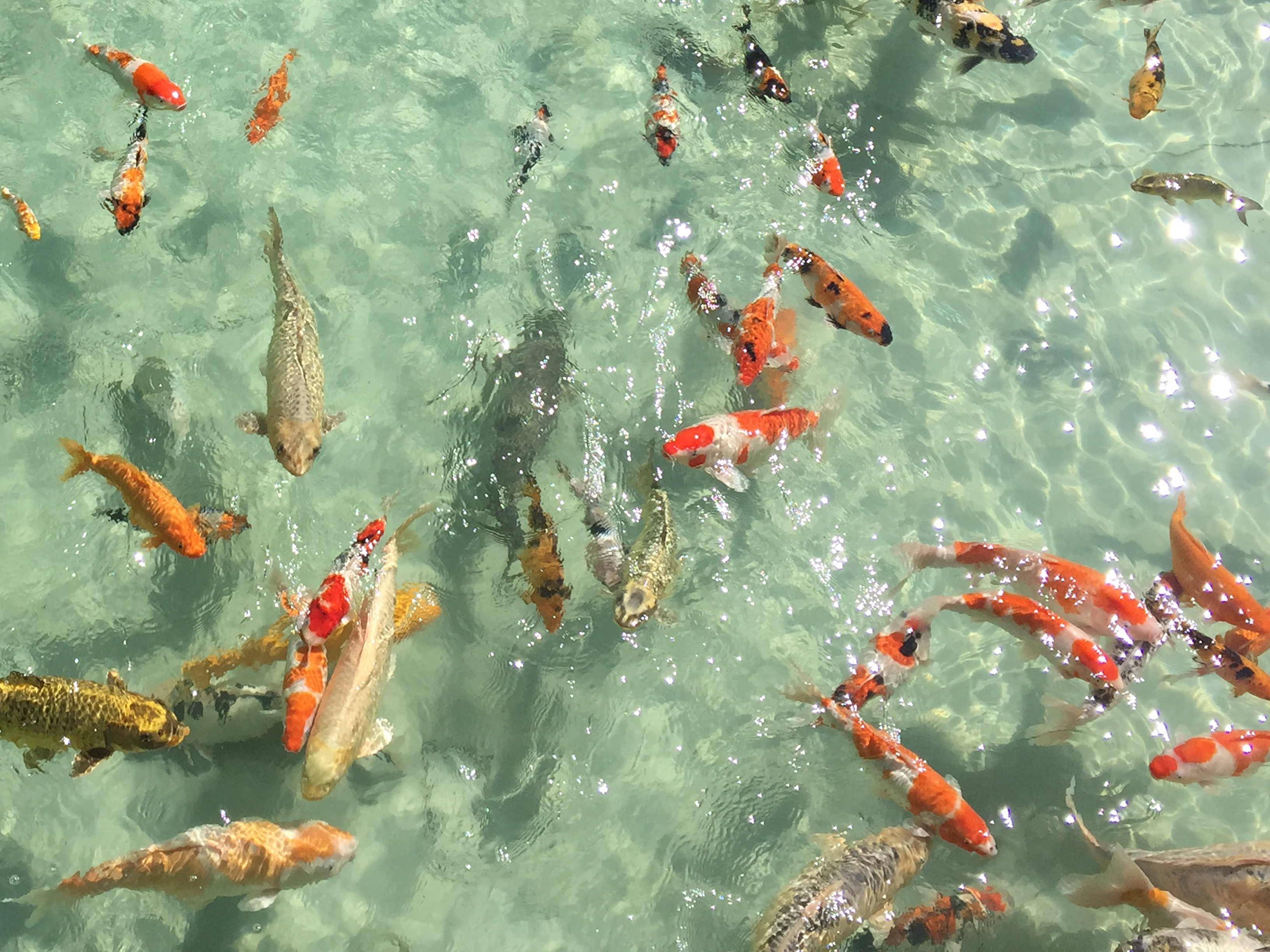
El koi ha sido criado en estanques decorativos durante siglos en China y Japón.

Pese al origen latino de la palabra, el nombre no proviene de la literatura romana, si bien es verdad que los romanos practicaban un arte similar, si hacemos caso de los datos proporcionados por Plinio el Viejo, citado por Bernd Brunner (2005, p. 21). El cuidado de peces en entornos cerrados o artificiales, acuariofilia o acuicultura, es una práctica que se remonta varios siglos antes de Cristo.
Los sumerios eran conocidos por mantener peces en estanques, antes de su consumo. Peter W.Scott (1995, p. 6) indica que también se han encontrado descripciones del pez sagrado Oxyrhynchus en el arte egipcio antiguo. Para Hargrove y Hargrove (2011, p. 17) las primeras evidencias arqueológicas sobre la tenencia de peces en recipientes con fines recreativos provienen de esta civilización, no de la sumeria.Scott (1995, p. 6 y 7) mantiene que costumbres similares a la acuariología se daban en otras culturas y cita la reproducción selectiva en China de la carpa entre el 618 y el 907 d. C. Dicha reproducción derivó en los hoy populares kois y carpas doradas. Asimismo, también Scott (1995, p. 7) menciona la existencia de sólidas evidencias sobre el gusto de los chinos durante la dinastía Song por los peces de colores en recipientes cerámicos grandes con fines recreativos. Autores como Pedro Arté (1958, p. 6) indican que no se cuenta con pruebas sobre las prácticas chinas en particular y orientales en general, pero el autor no duda en afirmar que debieron existir y se orientaban casi exclusivamente a especies de agua dulce. Esta práctica perduró, de algún modo, en varios países de Asia, como Corea del Norte, tanto es así que Kang Chol-Hwan y Chor-Hwan Kang (2002) destacaban lo muy común de esta afición entre los niños de Pionyang, quienes acudían a los ríos para capturar ejemplares nuevos.

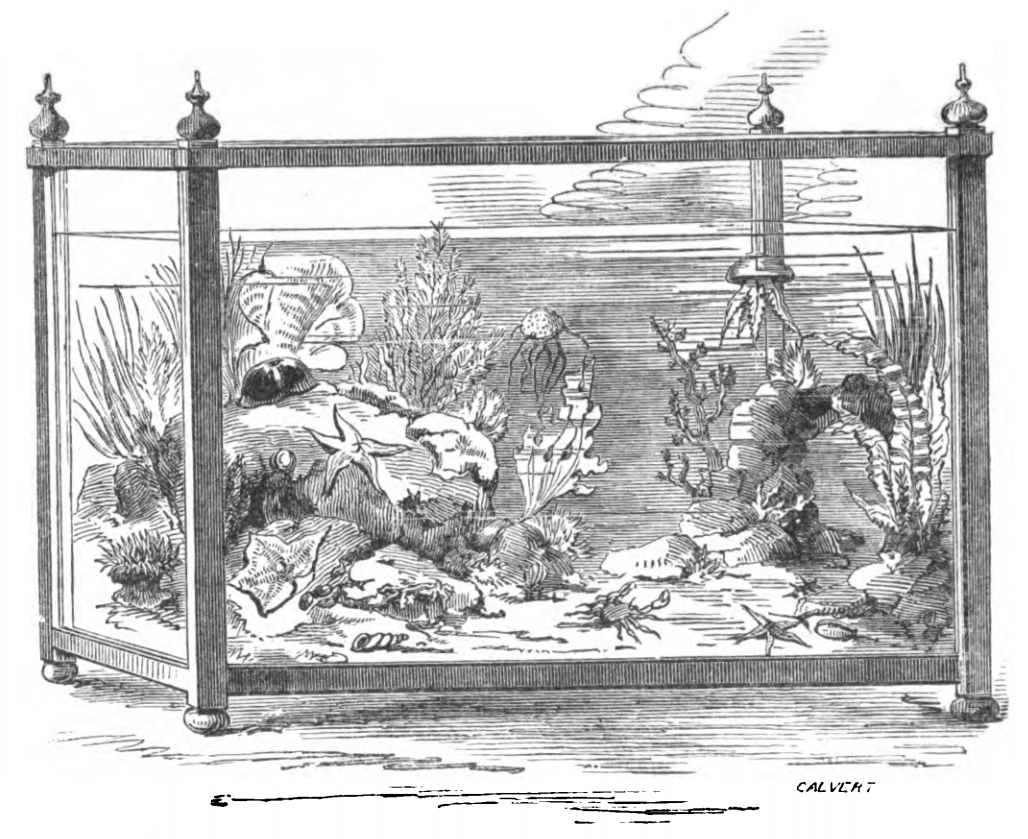
Diseño de un acuario marino hacia 1860.

El concepto de un recipiente transparente para su uso en interiores con el fin de observar distintos tipos de animales y plantas, en muchas ocasiones muertos, surgió aproximadamente en el siglo XVIII.Brunner (2005, p. 9) constata la pasión de gentes acomodadas por coleccionar conchas y animales, especialmente marinos, para disfrute de propietarios e invitados. Nuevamente Bernd Brunner (2005, p. 17 y 18), autor de una monografía sobre la historia de la acuariología, destaca la colección reunida por Levinus Vincent, hacia 1706, en la que sobresalían los corales.
El biólogo Abraham Trembley conservó, en grandes cilindros de vidrio, una hidra que capturó en los canales del jardín 'Sorgvliet', en los Países Bajos. El fin no era estético sino científico, pues Trembley pretendía estudiar la hidra. Pese a este logro, la ciencia impulsó pocos avances para llegar al acuario actual. Para Brunner (2005, p. 20) el primer gran paso hacia el acuario moderno lo trajo de nuevo el coleccionismo, pero en esta segunda etapa sería el coleccionismo de seres vivos. Durante la primera mitad del siglo XIX, en Gran Bretaña se puso de moda coleccionar helechos, especialmente tropicales. Por tanto tenían que ser transportados desde su lugar de origen en buenas condiciones de humedad. Esto solo podía lograrse llevando las plantas en urnas estancas capaces de conservar tierra húmeda y agua en su interior. El siguiente paso para llegar al acuario moderno consistiría en añadir más agua que tierra. Nathaniel Bagshaw Ward propuso en 1838 conseguir algo así y en 1841 logró llenar un recipiente de agua, con plantas acuáticas y peces de juguete. Entre las dos fechas, el zoólogo francés Félix Dujardin afirmó poseer un acuario de agua salada. Pero fue la zoóloga marina Anna Tynne la que logró mantener un acuario marino con corales durante varios años gracias a la casualidad, el agua se renovaba gracias a la lluvia caída por la ventana. Una longevidad como esa constituyó un logro sin parangón para la época y atrajo la curiosidad de otros científicos (Brunner, 2005, p. 35 y 36).
Los primeros acuarios consistían en armazones metálicos en los que se incrustaban los cristales, lo cual reducía la visión del interior.
Pese a que los objetos y animales más demandados para coleccionar y admirar eran los marinos, los acuarios de agua salada tuvieron un desarrollo mucho más lento que los de agua dulce, aun siendo los primeros en investigarse. La razón de dicho retraso estriba en que la ciencia de la época disponía de menos conocimientos sobre los distintos medios marinos y, por tanto, no se sabía cómo recrearlos y especialmente cómo mantenerlos. El agua salada era difícil de obtener y más aún de sintetizar. Además, los márgenes de temperatura son más estrechos para estos ambientes que para los fluviales y lacustres, y lo mismo sucede con los rangos de oxigenación. Por todo, autores como Michael S.Paletta (2003, p. 10) afirman que los avances conseguidos en el cuidado de acuarios marinos han sido más bien especulaciones o adquisiciones por medio del ensayo y error, sin partir de conocimientos ictiológicos u oceanográficos previos. Según el mismo autor, los acuarios de agua salada vivieron su gran avance tras la Segunda Guerra Mundial, con el desarrollo del buceo con escafandra autónoma, momento en el que los fondos marinos tropicales pudieron ser contemplados por gran cantidad de personas, lo que volvió a disparar su demanda y la necesidad de indagaciones para el asesoramiento.

## Beneficios de un acuario

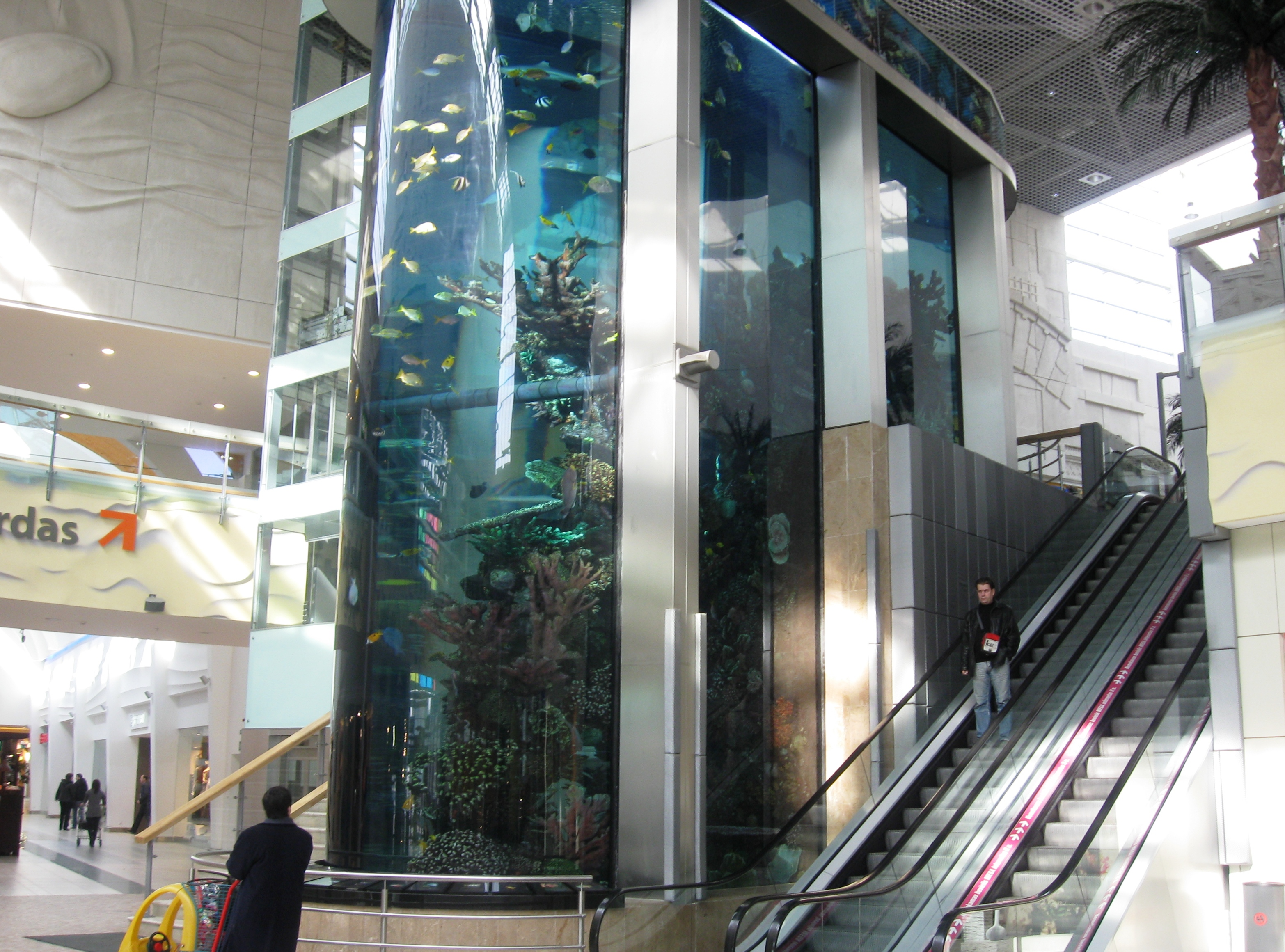
Instalación en un centro comercial de Kaunas, Lituania. Los acuarios son un buen elemento decorativo y arquitectónico.

El primer beneficio que aporta estos recipientes a sus dueños es el disfrute de un ambiente acuático en su casa o en otra dependencia, misión para la que fueron creados. Pero además se han descubierto varias ventajas asociadas al cuidado de cualquier mascota.Hargrove y Hargrove (2011, p. 16) indica que la fauna y la flora de un acuario son seres vivos y, por tanto, demandan cuidados como alimento, temperatura casi constante o higiene, lo que supone un motivo de preocupación para la persona que los posee y, por tanto, una responsabilidad que contribuye a paliar la soledad, el sentimiento de inutilidad y la monotonía, situación vivida por muchas personas jubiladas. Pero, al contrario que perros y gatos, no requieren tareas cotidianas largas, como sacarlos a pasear cada día; tampoco hacen ruido, no producen malos olores, ocupan poco espacio y no estropean los muebles o el suelo, salvo accidentes. Además, siguiendo con la comparación con perros y gatos, el mantenimiento de un acuario resulta económico en el caso de un acuario de agua dulce, aún incluyendo el costo de los cambios de filtros de carbón activo, CO2, abono de plantas o iluminación. Sin embargo, el acuario marino o de agua salada, requiere un desembolso sensiblemente superior al de agua dulce.
El desembolso, prosiguen Hargrove y Hargrove (2011, p. 16), es menor que los desembolsos para comida, champús o vacunas de gatos y perros. Bien es verdad que la cuestión económica cambia para los acuarios de agua salada, los cuales requieren más tecnología y más mantenimiento. Sin embargo, un estudio, recopilado por Hal Herzog (2012, p. 120-121) y realizado por miembros de la Universidad Queens en Belfast, demostró que las mascotas llegaban a tener efectos negativos sobre las personas con fatiga crónica. El mismo autor recoge otro trabajo realizado en Finlandia con 21 000 personas, donde se veía un menor consumo de tabaco y alcohol en los dueños de algún animal; pero, prosigue Herzog (2012, p. 121), ese grupo de personas presentaba niveles de presión arterial y colesterol superiores a quienes no cuidaban animal alguno, entre otros perjuicios.
Un beneficio más estriba en su potencial docente. La microbióloga Nancy Mahecha Parra (2005, p. 116) informa que poseer un ser vivo constituye un buen medio para instruir a los niños a asumir responsabilidades, además de aprender el amor a otras especies. En segundo lugar, son muy útiles para explicar determinados temas de biología, en parte como las otras mascotas y en parte no, por su vertiente acuática. Para Ramón María Nogués (1988, p. 164) tanto un acuario como tal, como un estanque al aire libre, permite conocer los ciclos biológicos, el comportamiento de los animales que lo habitan o familiarizarse con la madurez del ecosistema, entre otros usos.
Con todo, los acuarios aportan también ventajas exclusivas, siguiendo a los citados Hargrove y Hargrove (2011, p. 16). La más vistosa es su posibilidad de ser un elemento decorativo, tanto por su luminosidad como por su función arquitectónica. Debido a su forma rectangular, muchos acuarios se utilizan para dividir visualmente una estancia o para decorar una pared. Otra ventaja de la que carecen otras mascotas es su capacidad para combatir el estrés. En frase de Dreyer y Keppler (1996, p. 15) «ante un acuario resulta fácil relajarse». Esta peculiaridad los hace útiles en ambientes donde pueden vivirse situaciones de nerviosismo. Connie Neal (2011, p. 47-48) recoge varios lugares donde los acuarios ayudan a reducir el estrés producido, como los restaurantes, los despachos de consultoría o los consultorios pediátricos, para mitigar el miedo de los niños. Razón por la cual, continúa Neal, ciertos doctores y terapeutas aconsejan colocar acuarios en salas en donde se pueda experimentar niveles de estrés elevados.

## Fabricación

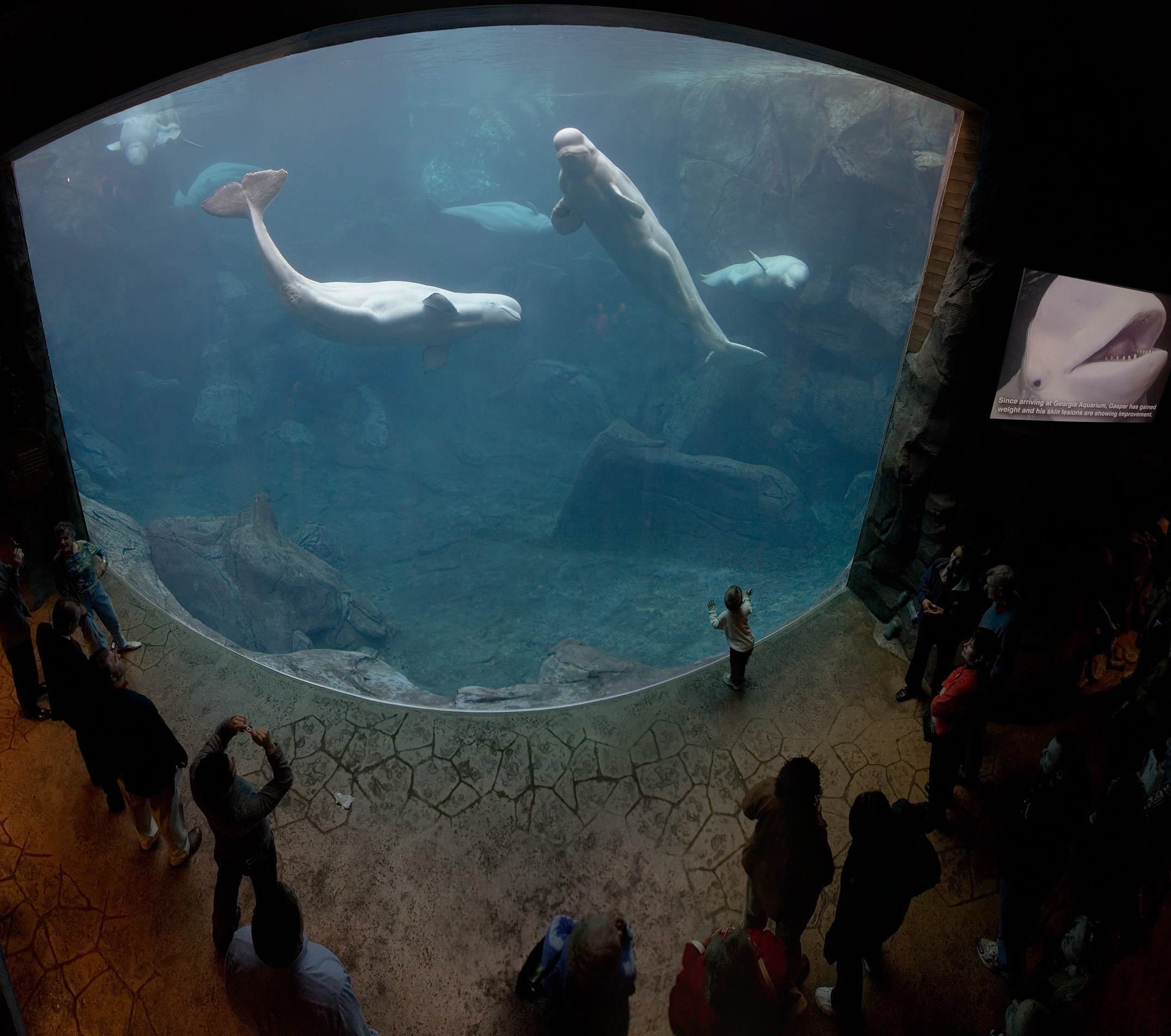
Tanque de belugas en el acuario de Atlanta, Georgia, con un solo lado transparente de material plástico.

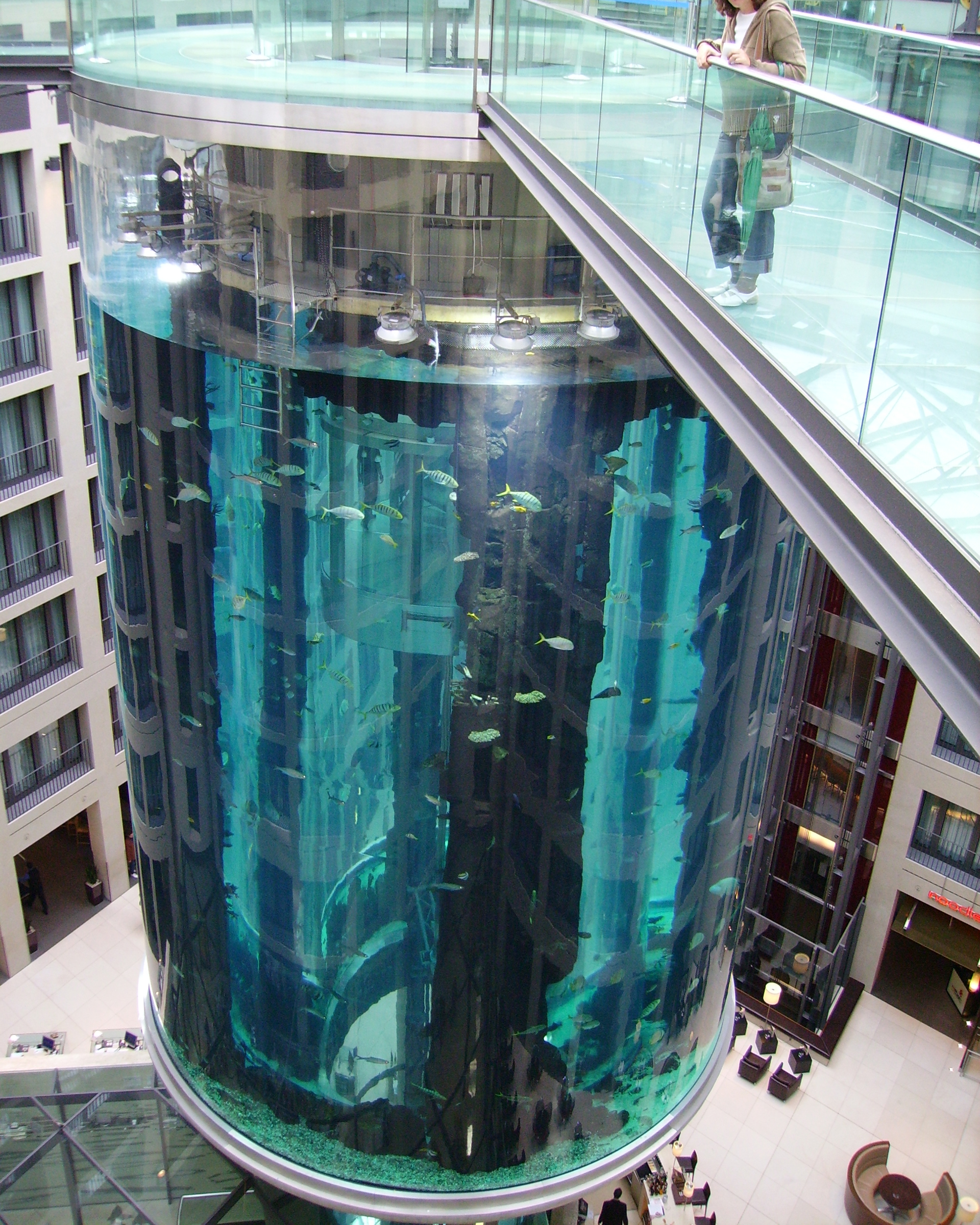
AquaDom era el acuario cilíndrico más grande del mundo, resultó destruido en un accidente en 2022.

Los acuarios poseen por lo menos una cara dependiendo transparente construida en vidrio, polimetilmetacrilato o poliéster, siendo la primera la solución más corriente, Pese a todo, y como afirman Hargrove y Hargrove (2011, p. 29 y siguientes), cada material cuenta con ventajas y desventajas. Es el uso y los fines del acuario lo que determinará el más idóneo.
Hasta la década de los 70, la mayoría de los acuarios de vidrio se ensamblaban en el referido armazón metálico, pero posteriormente se fue introduciendo la silicona para realizar las uniones. En principio se impuso la de tipo acético, sin aditivos como el antimoho u otros, y en especial de color negro para evitar la decoloración, ennegrecimiento o crecimiento de algas, que con el tiempo terminan siempre apareciendo. Posteriormente, y con el perfeccionamiento de las siliconas, la elección de tal o cual tipo ha terminado siendo más bien cuestión de modas, como apuntan Dreyer y Keppler (1996, p. 10). Pese a la introducción de pegamentos lo suficientemente potentes, los marcos de metal o plástico no han desaparecido y se pueden encontrar acuarios de cristal, otros embutidos en bastidores metálicos y acuarios con refuerzo mixto, donde solo la base y la parte alta cuentan con un marco independiente. La decisión de un modelo u otro depende de la presión que deban soportar, su emplazamiento o su empleo. Según Dreyer y Keppler (1996, p. 11), un refuerzo metálico superior con travesaño perpendicular se hace indispensable a partir de un metro de largo.
Los cristales deben tener un grosor proporcional a la presión que deberán resistir. Así, la parte baja puede ser más ancha que la superior, para cubetas muy altas, ya que de otra forma no soportaría la fuerza generada por la columna de agua. Por tanto, cuanto más alto es un acuario más compleja será su construcción. Algo parecido podría decirse de su anchura, pues a más anchura mayor volumen de agua deberá retener. Expertos como los citados Dreyer y Keppler (1996, p. 11) indican como ideal el acuario más ancho que alto. Sin embargo, esta no es la tendencia de la industria, la cual suele fabricar cubetas más altas que anchas, apuntan los autores.
Otro apartado importante que los fabricantes planifican con antelación es el tipo de filtro, interno o externo. Es decir, si se alojará en el interior de la urna, separado por las paredes que se estimen oportunas, o residirá en un recipiente aparte. Como se verá en su apartado correspondiente, cada sistema tiene sus ventajas y desventajas.
Por último, la tapa resulta una pieza de gran utilidad porque suele alojar el sistema de iluminación que a su vez permitirá la fotosíntesis de la flora en caso de haberla, regulará los ciclos vitales de la posible fauna y permitirá admirar el conjunto. Además, la tapa puede alojar varias herramientas para la limpieza de cristales, extracción de residuos e incluso albergar una lámpara de rayos ultravioleta, muy efectiva contra las algas y varias enfermedades de la fauna. Pese a ello, puede ser un elemento contraproducente cuando lo que se busca es que las plantas crezcan libremente sin límite de altura, apuntan Dreyer y Keppler (1996, p. 23).

## Tipos
Las tipologías de acuarios son muy variadas según el concepto empleado para realizar la clasificación. Así, pueden ser privados o públicos, industriales o fabricados a medida, poliédricos o rectangulares, etc. A continuación se utiliza tres criterios empleados por autores como Hargrove y Hargrove (2011),Paletta (2003) o Dreyer y Keppler (1996) para realizar otras tantas clasificaciones.

### Según la salinidad

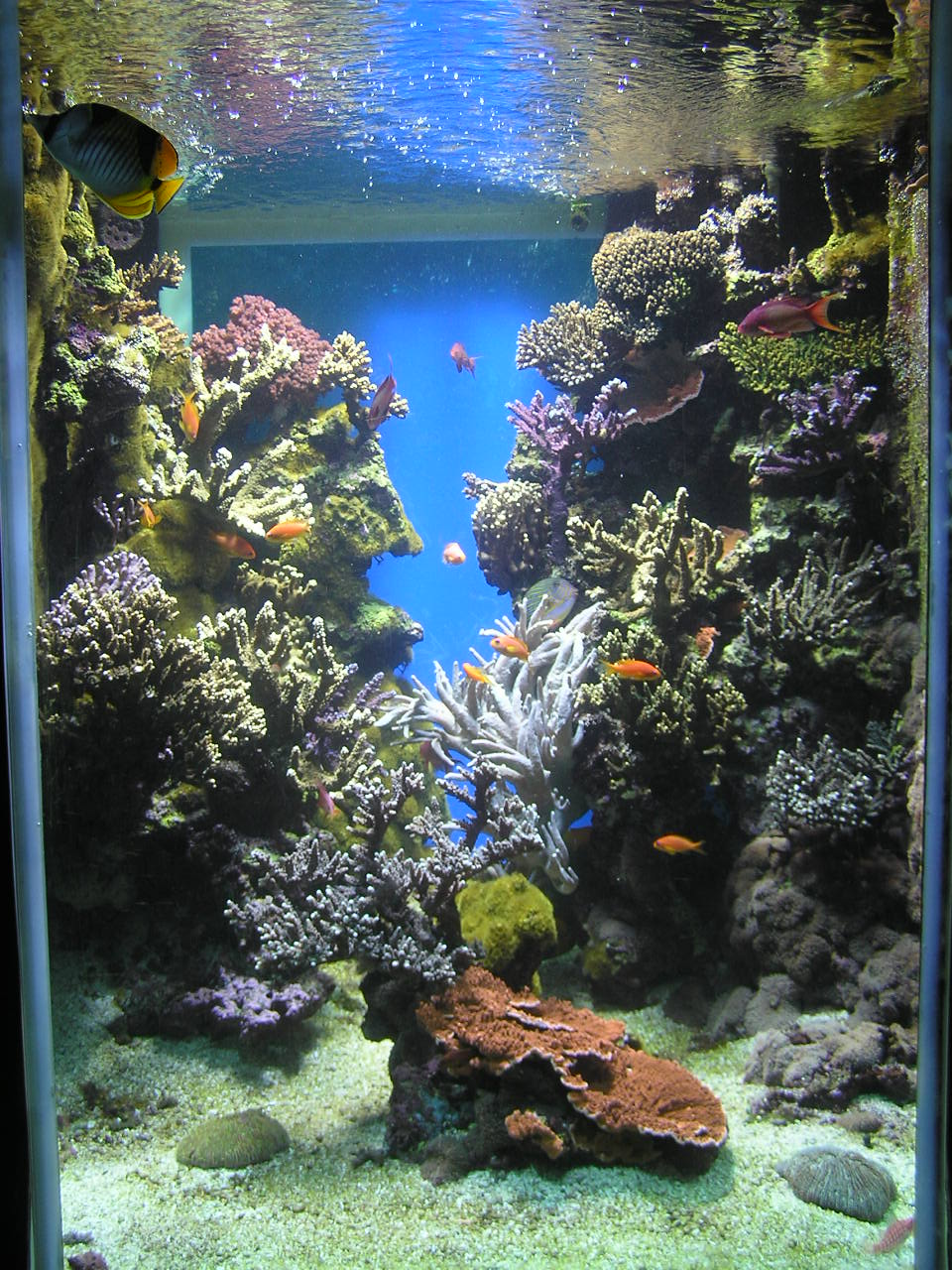
Un acuario marino de arrecife.

Tomando como elemento diferenciador la concentración de sal en el agua, en concreto la de sales minerales, puede haber dos o tres tipos, según el autor consultado. Como se verá seguidamente, algunos expertos realizan solo dos clasificaciones, mientras que otros subdividen las respectivas clases en muchas más; por lo tanto, los tres tipos descritos a continuación no deben tomarse como consensuados, y mucho menos unánimes:
- Acuarios de agua dulce: poseen una concentración de sales de <0,5 % y tratan de simular un ambiente lacustre o fluvial. Para Hargrove y Hargrove (2011, p. 18 y 19), este tipo se podría subdividir a su vez en acuarios de agua dulce tropical y los de agua dulce fría. Para Peter Scott (1995, p. 110 a 54 y siguientes), se podrían subdividir a su vez en acuarios amazónicos, zaireños,[nota 3] del sureste asiático, de Papúa Nueva Guinea, etc.
- Acuarios de agua salada: los que cuentan con una concentración salina de entre 0,5 y 3,8 %. En ellos se recrea un ambiente de arrecife, costero u oceánico. Han demostrado ser los más difíciles de mantener y estabilizar por las peculiaridades del agua salada. Para Paletta et al. (1999, p. 19) o Hargrove y Hargrove (2011, p. 20), todos son acuarios marinos, pese a reconocer ciertas diferencias, punto de vista no compartido por Scott (1995, p. 130 a 146), quien sí los trata de forma distinta.
- Acuarios de agua salobre: simulan los ambientes intermedios en cuanto a concentración salina, como por ejemplo lagunas costeras o estuarios, con concentraciones salinas comprendidas entre 0,5 %-5 %. Existe cierta discrepancia entre los autores acerca de si son o no un tipo diferente de los anteriores.Paletta (2003, p. 42) no los trata como un tipo lo suficientemente diferenciado, no así Hargrove y Hargrove (2011, p. 20) y menos aún Scott (1995, p. 110 a 122), quien distingue incluso aguas salobres del Sureste asiático, África o América Central.

### Según su finalidad
Los recipientes, el tamaño y los elementos necesarios para mantener un acuario pueden variar dependiendo del objetivo que deba conseguir; por esta razón, expertos como Scott (1995, p. 130 y siguientes) hacen distinciones entre unas instalaciones y otras. Es posible encontrar los siguientes tipos:
- Acuarios comunitarios: donde viven peces y plantas de diversas especies, independientemente de su lugar de origen, pero agrupados por características ambientales parecidas.
- Acuarios de especie individual o específicos: contienen una determinada especie de pez, crustáceo o planta.
- Acuarios de biotipo: denominados así porque reúnen peces y plantas que pertenecen a un mismo hábitat y solo los que pertenecen a él. Se crean con el fin de recrear un determinado ambiente.
- Acuarios plantados, también llamados acuarios holandeses: constituyen un tipo especial de acuario que tiene su origen en los años 70 y son poblados principal o únicamente por plantas. Resultan algo más difíciles de mantener, al no existir animales que produzcan abono natural para la flora. Son especialmente adecuados para el «paisajismo acuático», actividad que consiste en crear paisajes sumergidos, alternando plantas de distintas alturas, según Dreyer y Keppler (1996).
- Acuarios de reproducción: son los más orientados a la producción industrial por imitar las condiciones ambientales ideales de una o pocas especies, con el fin de facilitar su reproducción.
- Acuarios de cría: su misión es proporcionar las mejores condiciones para las crías nacidas en los acuarios de reproducción y permitir el crecimiento rápido y sano de una sola especie, ya sea por motivos de selección de raza o con fines comerciales.

### Según la temperatura del agua
La temperatura marca el ritmo biológico de los seres vivos que habitan en ella, especialmente de los peces por su condición de animales con temperatura corporal variable. Por este motivo, autores como Hargrove y Hargrove (2011, p. 18 y 19) dividen las instalaciones de agua dulce en dos tipos. Por una parte, los acuarios de agua fría, donde la temperatura oscila entre 18 y 22 °C (grados Celsius) aproximadamente, por lo que van dotados de una resistencia eléctrica para impedir un descenso por debajo de los 15 °C. Se utilizan sobre todo para albergar peces exóticos resistentes. Después estarían los más comunes acuarios tropicales, en los cuales el agua oscila entre 23 y 28 °C aproximadamente, gracias al mencionado uso de resistencias eléctricas reguladas por termostatos.
Los ecosistemas de agua salada domésticos serían todos tropicales, pero los públicos pueden llegar casi a los 0 grados para permitir la vida de aves y mamíferos provenientes de la Antártida o del océano Ártico.
Por último, estarían las peceras, descritas en el apartado de etimología. Son relativamente fáciles y económicas de mantener, pues están desprovistas de climatización y normalmente también de filtración. La temperatura varía según las estaciones y suelen albergar carpas doradas, aunque estas necesitan cuarenta litros por pez y mucho oxígeno. Las peceras tienen la superficie de intercambio de gases muy pequeña, por lo que los animales pueden morir asfixiados. Han aparecido peceras esféricas dotadas de filtro y calentador. Pese a ello siguen sin ser adecuadas, pues los cristales curvos deforman la imagen, dañando la visión de los pobladores. Además, se ha demostrado que los peces se orientan principalmente por las vibraciones del agua, y los recipientes esféricos siempre las devuelven distorsionadas, angustiando a los animales. Según Dreyer y Keppler (1996, p. 13) quedan muy pocas.

## Partes de un acuario
Existe una creencia errónea según la cual un acuario es la cubeta donde se aloja el agua, cuando no es así. Sin todos los apartados detallados a continuación eso sería una pecera con forma cuadrada. El orden seguido a continuación es también el de montaje para un acuario doméstico, según indicaciones de Dreyer y Keppler (1996, p. 18).

### Cubeta

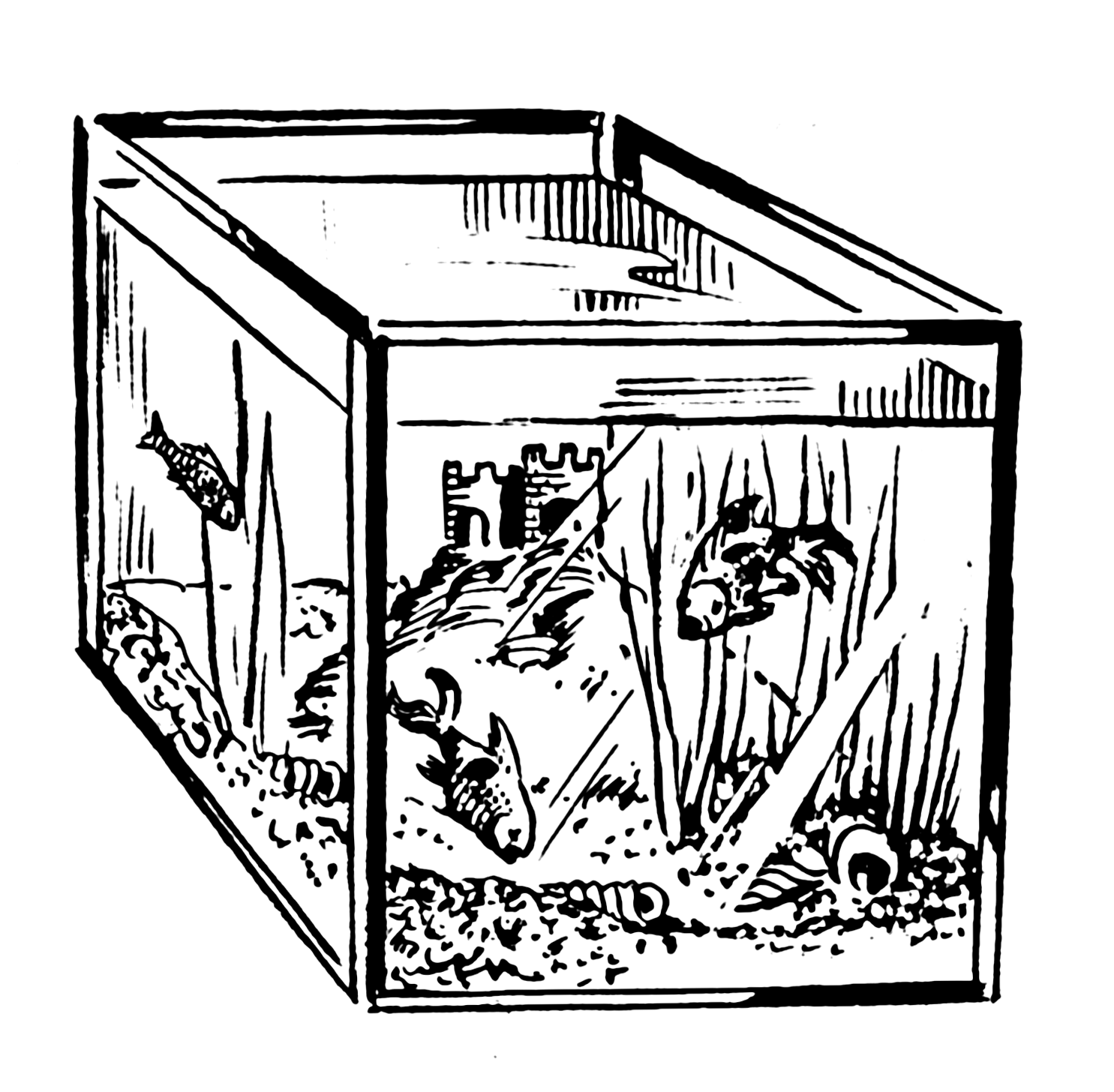
Dibujo de una cubeta simple. Cinco cristales unidos por silicona.

La cubeta suele componerse de cinco cristales, pero existen acuarios con menos o con más. Según el esquema más básico, el vidrio de mayor tamaño hará de suelo y los demás se montan encima. Existen muchas formas de acuarios según tengan esquinas curvas, poliédricas o sean cilíndricos, por citar algunas alternativas, pero lo más normal es el de forma rectangular, con caras iguales dos a dos.
El volumen de la cubeta puede ser muy diverso. Cuanto más volumen de agua más fácilmente se consigue la estabilidad del ecosistema, porque los cambios de temperatura son más progresivos y los posibles contaminantes se diluyen en más litros. Por razones como estas Hargreaves (2002, p. 20),Hargrove y Hargrove (2011, p. 9) se decantan por las cubetas de mayor tamaño frente a las más pequeñas.
Aunque no forman parte de la cubeta físicamente, también se pueden ir con ella las paredes para contener en el interior las distintas etapas del filtro, la bomba y el termostato, es decir, el ya mencionado filtro interno. En segundo, lugar algunos modelos están dotados de una base que puede amortiguar ciertos golpes y proteger la urna con un reborde resistente. Por último, suelen venir equipadas con una cubierta. Esta suele ser desmontable o, por lo menos, abatible una parte, como muestran Paletta et al. (1999, p. 31). Esta sección móvil o extraíble permite acceder al interior e introducir comida, limpiadores o manguillas. En él suele ir alojado el sistema de iluminación y puede reservar un espacio para guardar las herramientas mencionadas o la lámpara de rayos ultravioleta. Algunos fabricantes crean cubiertas dotadas de un reborde robusto que contribuye a reforzar el conjunto en su parte alta. Pero en ocasiones este suplemento puede ser contraproducente si llega a impedir a las plantas crecer por encima del agua para florecer. El filtro interno, la base y la cubierta estrictamente no forman parte de la cubeta, pero en muchas ocasiones resultan inseparables en la práctica y se venden como un solo producto.
Como se ha indicado, cinco cristales suele ser lo normal, pero existen muchos acuarios que solo cuentan con uno, la cara visible, pues el resto son paredes de hormigón u otros materiales muy resistentes a la presión. Es el caso de los grandes acuarios públicos. De la misma forma, en ocasiones pueden contemplarse cubetas poligonales y acuarios metálicos alojados en contenedores, donde parte de una o más caras se han sustituido por sendos cristales, pero las paredes en sí son metálicas.

### Biotopo

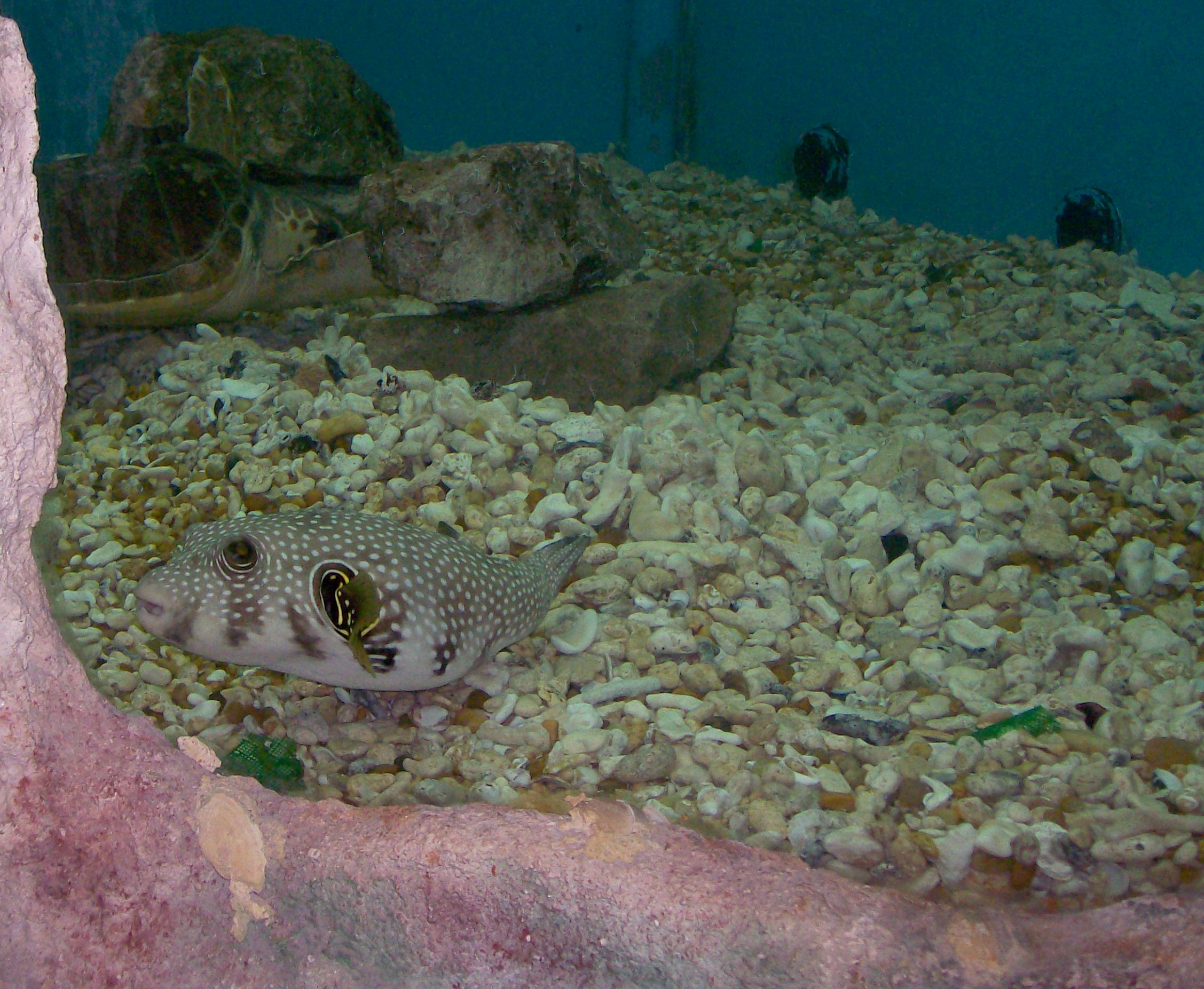
El biotopo puede ser de grava o de piedras, mejor que de arena, como en este acuario egipcio.

El biotopo se consigue cubriendo el suelo con algunos centímetros de grava fina. Dicha grava permite la fijación de las plantas y la colocación de huevas por ciertas especies. A esta base se le pueden añadir todo tipo de objetos decorativos y raíces tropicales que decoren el acuario, proporcionen escondite a los animales y contribuyan a mejorar las condiciones del agua. Por tanto, el biotopo cumple una triple función: por una parte aporta un fondo natural a los animales para desovar o esconderse. De la misma forma y según indican Dreyer y Keppler (1996, p. 14), en él pueden ocultarse algunos elementos, caso de los calentadores de fondo. Por último, permite la proliferación de plantas, las cuales contribuirán a oxigenar el agua, reducir las algas y realizar las primeras descomposiciones de desecho y excrementos producidos por la fauna y la flora, entre otros ciclos biológicos.
Además de una función pasiva, el biotopo puede disolver sales en el agua, consiguiendo las condiciones demandadas por las especies que vivirán en ella; sería el caso de las arenas coralinas para los acuarios de arrecife. En cambio, el biotopo puede ser perjudicial para las instalaciones de agua dulce si contiene sustancias calizas o nocivas. Asimismo,Boruchowitz (2001, p. 125),Hargrove y Hargrove (2011, p. 49) insisten en el empleo de grava y no arena, pues esta última dificulta las tareas de mantenimiento, se comprime con los días y evita que las raíces de las plantas se desarrollen. Además, con los movimientos para la limpieza del fondo, tiende a mantenerse en suspensión, lo que confiere al agua un aspecto turbio bastante desagradable.
Autores como Boruchowitz (2001, p. 32 y 33),Dreyer y Keppler (1996, p. 14) advierten sobre los peligros de introducir elementos en el acuario sin los cuidados previos. Un ejemplo sería la utilización de productos químicos sin control, como algunos tipos de pinturas, o el incorporar al biotopo gravas o incluso arenas sin lavar previamente y de procedencia desconocida; es decir, las no adquiridas en comercios del ramo.

### Decoración

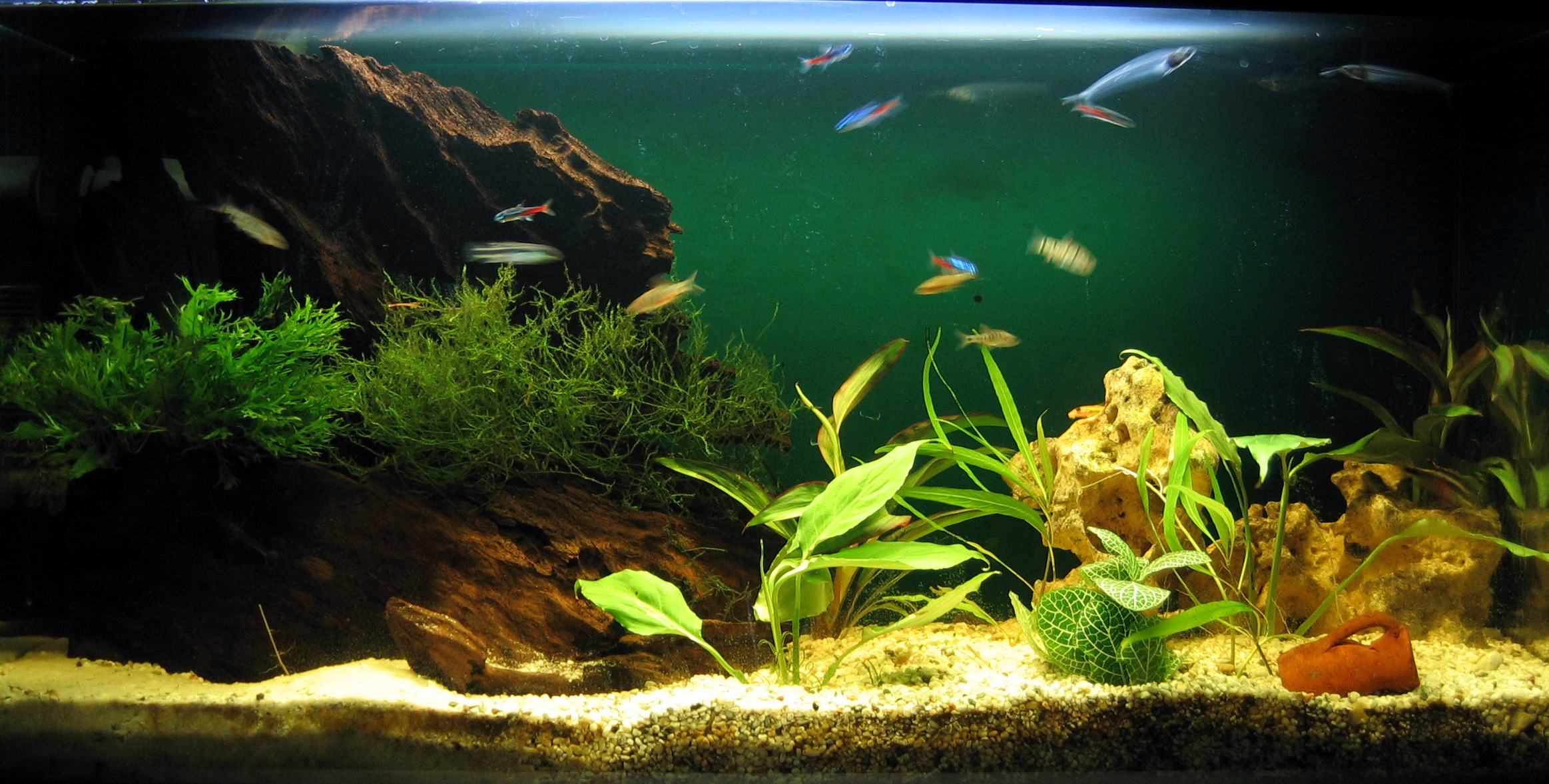
Acuario casero con diferentes objetos decorativos.

En principio, los elementos decorativos podrían considerarse parte del biotopo, pero se los detalla por separado porque Scott (1995),Hargrove y Hargrove (2011) o Dreyer y Keppler (1996), entre otros, les dedican un subapartado propio e, incluso, un apartado. Como en el caso del biotopo, la decoración cumple una doble función. Por una parte sirve para crear ambientes y dar vistosidad al conjunto. Por otra, realiza una labor fundamental al proporcionar escondites para ciertas especies, como la locha payaso, por ejemplo, y cobijo para la puesta y protección de sus huevos. Por estos motivos, en la decoración pueden emplearse piedras, cocos cortados por la mitad, floreros de cristal, troncos, las ya mencionadas raíces tropicales, etc.
No existe consenso sobre qué tipo de ornamentación es la idónea.Hargrove y Hargrove (2011, p. 49) indican que se pueden utilizar elementos plásticos como buceadores o cofres del tesoro.Scott (1995, p. 10 y siguientes) por su parte da cierta preferencia a los materiales naturales o de apariencia natural, como guijarros, raíces de turbera, rocas o arena, esta última con las advertencias ya mencionadas. En el caso de las raíces tropicales o de turbera, su función es tanto decorativa como de biotopo, por lo que todas las indicaciones referentes a aquellas las aplica también a estas, en especial su limpieza previa, incluido el hervido para liberarlas de posibles taninos que pudieran enturbiar el agua.
Otros elementos ornamentales, en este caso exteriores, pueden ser el póster con un paisaje acuático, con el fin de aumentar el efecto de profundidad, y el enmascaramiento del cristal trasero con una decoración de poliéster en forma de resinas o arena.
Roca viva es también un elemento decorativo importante del acuario marino, especialmente por los colores de las algas coralinas incrustantes. A menudo se utiliza para construir estructuras en el acuario, con el fin de proporcionar una escena interesante, y dotar de refugio a sus habitantes.

### Agua
Dreyer y Keppler (1996, p. 26) indican que un tema candente siempre será el agua por ser el ambiente donde se desarrollará la vida en general, pese a existir acuarios parcialmente inundados. Es necesario que sea lo más similar a la del hábitat natural que trate de imitarse; si no se logra esta imitación, la supervivencia y buena salud de la fauna y flora correrá peligro. Se ha llegado al extremo de importar agua del propio mar. Existían acuarios de interior, como el de Chicago, abastecidos directamente desde Florida, según MobileReference (2007). Por supuesto, un dispendio económico como el referido está reservado solo a personas, físicas o jurídicas, con grandes recursos. Resulta mucho más común emplear agua del sistema público, pero convenientemente tratada para eliminar el cloro y los metales pesados que pudiese contener, además de añadirle sales para los ambientes costeros y de arrecife.

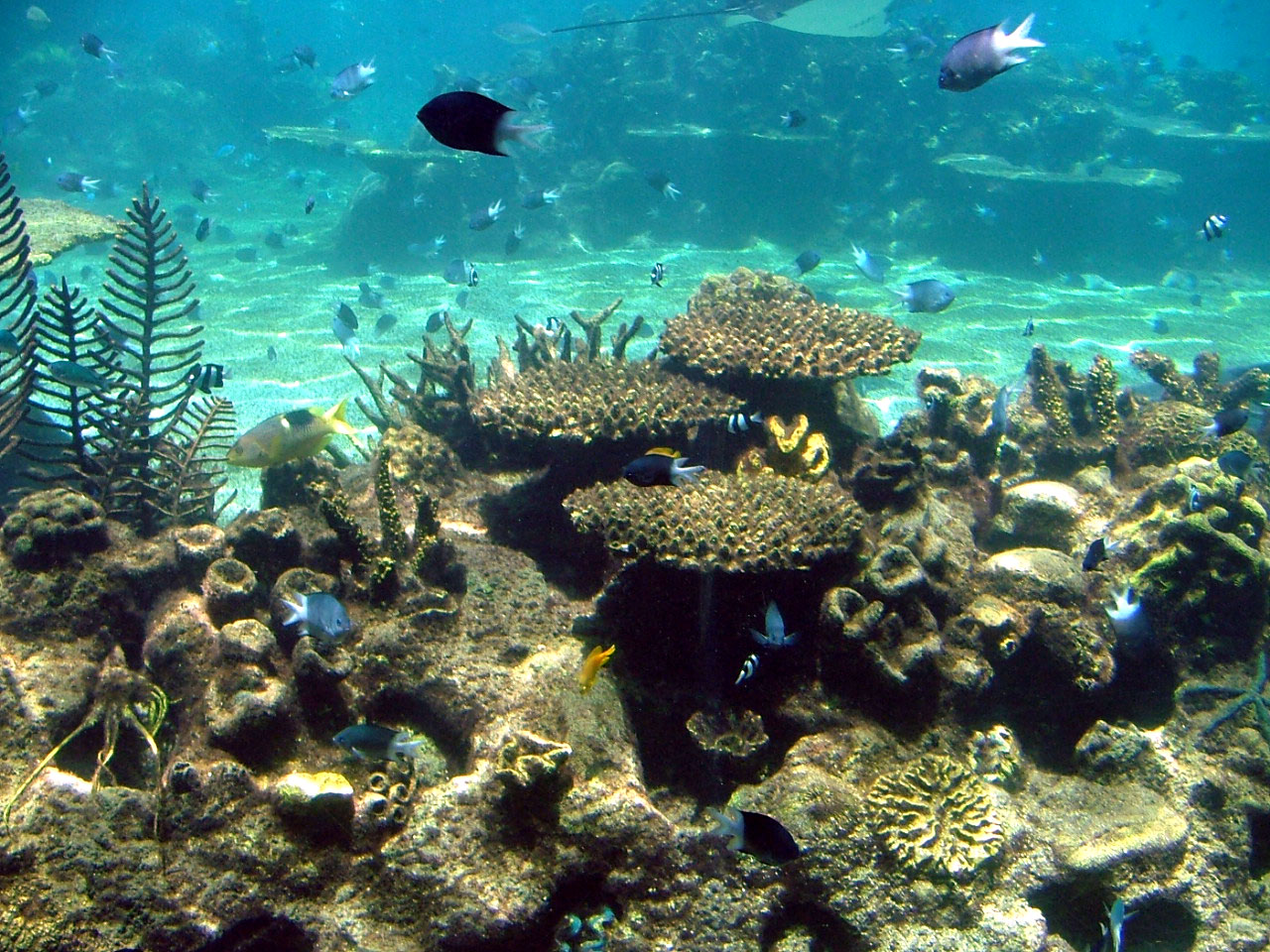
Acuario de arrecife perteneciente al Sea World de Queensland, Australia.

Aun eliminando los elementos perjudiciales para sus habitantes, el agua corriente cambia su composición si se obtiene de la cabecera o de la desembocadura de ríos y lagos; por este motivo cada tipo de agua necesita un tratamiento propio. Se distingue tres tipos: aguas blandas, con un contenido muy escaso de sólidos disueltos; aguas ácidas, con un pH bajo y, por último, aguas duras, las que requieren un aporte de sales especiales o de piedras calizas para dotarlas de una disolución parecida a la existente en ambientes como el lago Malaui. Si el agua del sistema público es muy dura, caso de algunas regiones costeras,Hargrove y Hargrove (2011, p. 196) indican que se puede añadir agua de lluvia, destilarla por un sistema de ósmosis o añadir turba como una masa filtrante más. Para el caso de aguas muy básicas, el remedio es más fácil, comentan los autores, por estar disponibles en los comercios del ramo diversos productos acidulantes, como pastillas de CO2. Asimismo, si lo que se necesita es aumentar la dureza la solución aportada por Hargrove y Hargrove (2011, p. 196) es añadir bicarbonato de sodio.
El planteamiento previo, en cuanto a sales y tratamiento, es muy distinto cuando el objetivo es recrear un arrecife de coral u otros ambientes oceánicos. Los peces de agua salada necesitan un suplemento de sal, preferentemente añadido a un agua correctamente depurada por ósmosis u otro mecanismo. Debido a la naturaleza del agua salada, su mayor capacidad de corrosión y una densidad diferente, los sistemas y tratamientos requieren más atención y los resultados obtenidos con ellos son más inciertos, indican Vincent B.Hargreaves (2002) y Michael S.Paletta (2003).
Como se mencionó en Tipos de Acuarios, se discute si deben diferenciarse las aguas salobres o no. Expertos como Paletta (2003, p. 42) no los tratan como si fueran un ambiente especialmente diferente, pero autores comoHargrove y Hargrove (2011) sí lo hacen, destaca Scott (1995, p. 110 a 122), quien los subdivide a su vez en acuarios salobres del sureste asiático, del Índico africano o de América Central.
Independientemente de cual sea el agua necesaria, si esta procede del sistema público lo más normal es que haya sido clorada para potabilizarla; además, es probable que contenga metales pesados, venenosos para la fauna. Debido a la existencia de dichos componentes se han desarrollado técnicas y compuestos para expulsarlos. La más sencilla de todas quizá sea mantener el líquido en un recipiente abierto durante 48 horas, tiempo mínimo necesario para expulsar el cloro, aunque también la industria comercializa productos decloradores. En el caso de los metales pesados, se pueden eliminar con masas añadidas al filtro, como el carbón activo.Dreyer y Keppler (1996, p. 47) advierten de un fenómeno que se produce al introducir el carbón activo junto a la turba y es la neutralización de uno por el otro y viceversa, con lo cual se vuelven inútiles.

### Accesorios
Aunque es posible conservar algunas especies durante un cierto tiempo en el agua sin ninguna ayuda tecnológica, su esperanza de vida será corta, salvo que se haya conseguido un ecosistema muy estable. Por esa razón se requiere de aparatos externos que creen las condiciones de luz, temperatura y salubridad propias de los seres vivos que viven en él, en lugar de conformarse con las existentes en el ambiente.
En opinión de David Boruchowitz (2001, p. 26) o Vincent Hargreaves (2002), una de las diferencias entre un acuario exitoso de uno fracasado son los accesorios que lo mantienen. Así,Boruchowitz (2001, p. 26) escribe: «cuando se mira dentro de un acuario encontraremos una enorme cantidad de tecnología».Hargreaves (2002) es más explícito al afirmar que construir y mantener un arrecife de coral doméstico solo fue posible con la mejora tecnológica de los sistemas que lo mantienen.

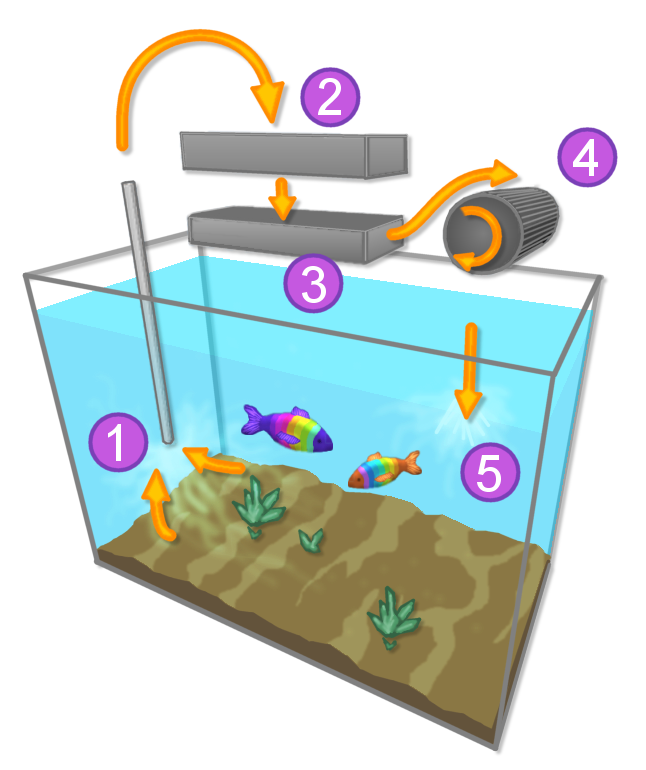
Sistema de filtración en un acuario típico:
(1) Entrada.
(2) Filtración mecánica.
(3) Filtración de carbono activo.
(4) Medio de filtración biológica.
(5) Salida al acuario.

Los accesorios básicos para evitar la muerte prematura de la fauna y la flora se muestran en la imagen.

#### Filtro
Es vital mantener el agua circulando sin interrupciones, limpia de impurezas y biológicamente depurada. Para hacer esto los filtros llevan a cabo tres tipos de tareas: una filtración mecánica con elementos como el perlón o los filtros cerámicos; una filtración biológica gracias a los microorganismos que terminan apareciendo en el agua tras unos quince o veinte días y, por último, una filtración química para neutralizar los metales pesados y, en menor medida, el cloro.
Existen tres tipos de filtros: interno, externo cerrado y externo abierto, como muestra Scott (1995, p. 159). Resumiendo las conclusiones de Dreyer y Keppler (1996, p. 46), el primero es menos molesto, pero más complicado de manipular y limpiar. Los segundos son más manejables, pero a cambio suponen un objeto añadido a la cubeta o colocado en el suelo con los tubos por el exterior.
Independientemente del tipo de filtro, todos deberían llevar elementos filtrantes parecidos.Dreyer y Keppler (1996, p. 46) dividen los distintos materiales del filtro en tres tipos, enumerados según los atraviesa el flujo de agua: masa para partículas grandes que retenga la mayoría de las partículas y albergue considerable cantidades de bacterias, como el citado perlón de poro fino. A continuación, la masa para largo plazo, como los anillos cerámicos, la lava o la espuma con poro de uno a dos milímetros. Por último, estarían las masas especiales de filtración, el ya citado carbón activo y la turba, que no necesariamente deben incluirse permanentemente. Ya se ha indicado que ambas masas son incompatibles, porque realizan funciones opuestas.
El filtro es el principal contribuyente al mantenimiento del acuario, pero también él demanda mantenimiento, en especial limpieza. Las discrepancias surgen cuando se cuantifican los tiempos y la intensidad de dicha limpieza.Dreyer y Keppler (1996, p. 45 y siguientes) recogen la polémica existente entre defensores de la filtración mecánica frente a los de la biológica y viceversa, ya que una es opuesta a la otra; es decir, cuanto más limpio está un filtro mejor depura mecánicamente, pero contiene menos bacterias para la filtración biológica. De la misma forma, cuantas más bacterias habitan en las masas filtrantes más taponadas están y peor depuran mecánicamente. Los filtros químicos, como la turba o el carbón activo, son necesarios cuando las circunstancias los demandan, pudiendo retirarse tras normalizar la situación. Dichos autores recomiendan limpiar las dos primeras masas filtrantes, la de partículas grandes y la de largo plazo, con el agua del mismo acuario. Sin embargo, resulta inútil limpiar la turba y el carbón activo, pues, por su carácter químico, se agotan con el tiempo y deben ser sustituidos por otros. Los nombrados Dreyer y Keppler (1996, p. 47) advierten de lo nocivo que resulta cambiar o limpiar todas las partes de un filtro al mismo tiempo, porque se termina con la colonia de bacterias y la filtración biológica subsiguientemente. Del mismo modo, vaciar un acuario casi totalmente y reemplazarse con agua nueva puede ser mortal para la fauna y la flora, aun siendo agua declorada y sin elementos nocivos, al permanecer durante días sin la imprescindible acción biológica.
Pese a no realizar ninguna función de filtrado, la bomba resulta esencial e inseparable de cualquier filtro, independientemente del tipo que sea. Esta máquina desempeña la fundamental misión de hacer circular toda la masa líquida de la instalación por las etapas filtrantes para que toda ella sea depurada por los dos o tres métodos, mecánico, biológico y químico, este último si la situación lo requiere. En la naturaleza, el cambio de agua es constante, cosa que no sucede dentro de un acuario. El hecho de permanecer la bomba funcionando día y noche intenta imitar la renovación natural de líquido que se vive dentro de ríos y lagos, de la misma forma que la iluminación y el calentador imitan la luz y la temperatura de los ambientes tropicales.

#### Iluminación
La iluminación cumple tres funciones esenciales. Por una parte permite contemplar el acuario independientemente del momento y de la ubicación donde se haya instalado. En segundo lugar, dota a los seres vivos de un ritmo parecido al natural por su ciclo apagado-encendido. Por último, permite la fotosíntesis de las plantas, su crecimiento y también el de los peces.

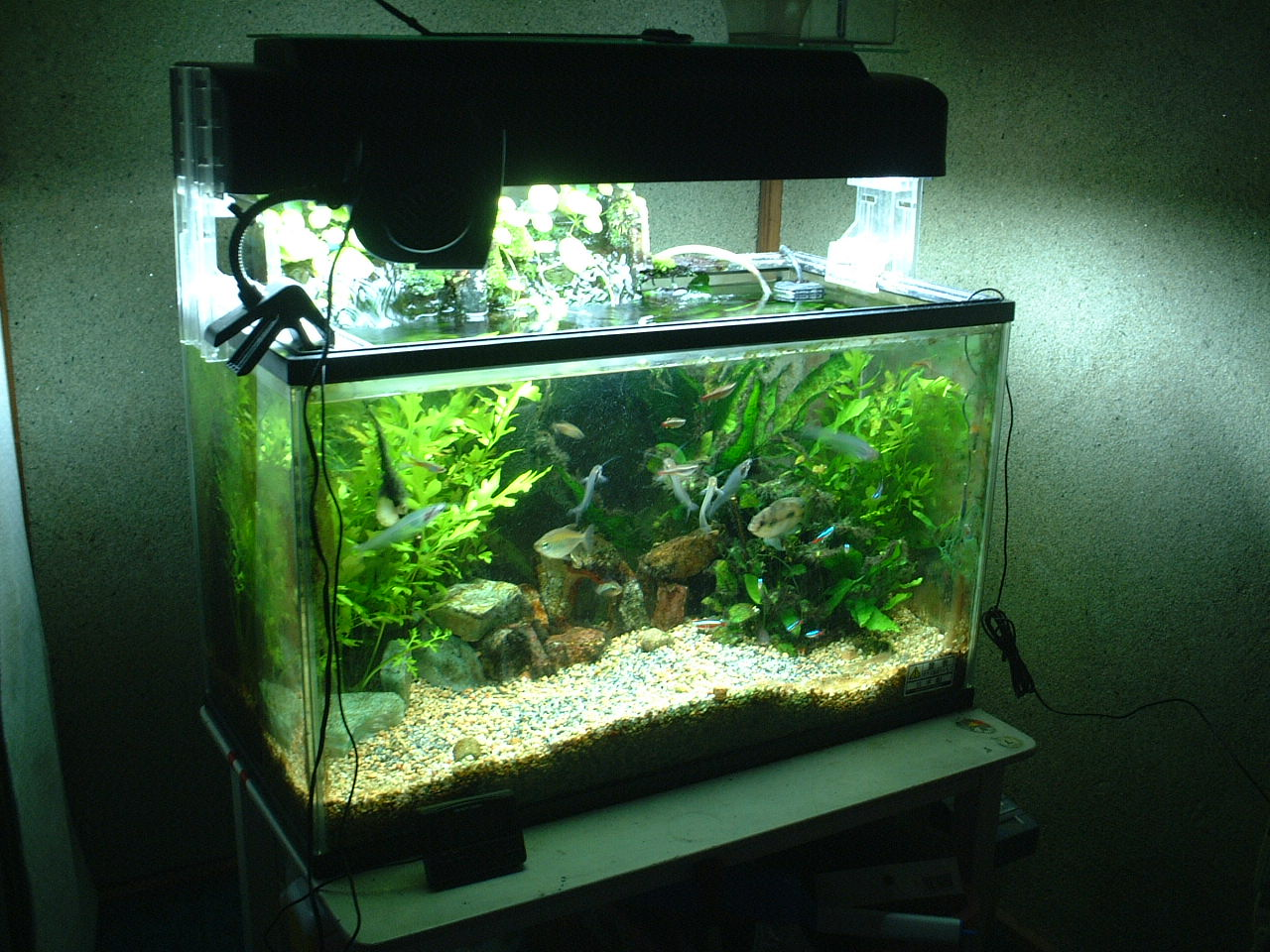
Acuario iluminado con lámpara HQL. Esta luz permite alejar el foco de la flora y prescindir de la tapa.

El método aparentemente más idóneo para iluminar una cubeta y primero en emplearse fue la luz del Sol, pero contaba con numerosos inconvenientes: hacía crecer las algas por la falta de control sobre la intensidad, mostraba colores menos apagados en peces y plantas, variaba mucho la temperatura entre noche y día, etc. Sería sustituida por tubos fluorescentes de tipo «luz de día» o equivalente, cuando esa tecnología estuvo disponible.
Sin embargo, cuando dichas luces comenzaron a diversificarse, se comprobó que no todas eran válidas. Así, la «luz blanca» y la «luz de bajo espectro» producían un sobrecrecimiento de algas; y mucho peores eran las luces UV e infrarrojas, pese a que las primeras pueden ser necesarias para la cría de tortugas, como explica Wilke (2010, p. 42). La cantidad de luz precisa se obtiene al relacionar vatios y litros. El ratio adecuado para los acuarios de agua dulce es de 0,4, y de 0,6 para los de agua salada. Por ejemplo, para un acuario de 60 L (litros) se necesitaría una lámpara de 24 W (vatios). Estos cálculos son válidos si las lámparas poseen un cociente de lúmenes igual o superior a 90; dicho cociente se obtiene de dividir los lúmenes, información proporcionada por el fabricante, entre los vatios, impresos en la propia lámpara y su embalaje.
Como se ha indicado, la luz también cumple la función de simular la noche y el día. Como el resto de los componentes, la luz contribuye a crear un ambiente lo más parecido al natural, que suele ser el trópico. En esas latitudes la duración del día y la noche es similar, por lo cual la duración de la iluminación artificial deberá oscilar entre 10 a 12 horas por día, según comentan Dreyer y Keppler (1996, p. 48) el margen es debido a la hora de amanecer y de anochecer, las cuales pueden incluirse o no. Esta tarea se puede automatizar con cierta facilidad y bajo costo empleando un temporizador.

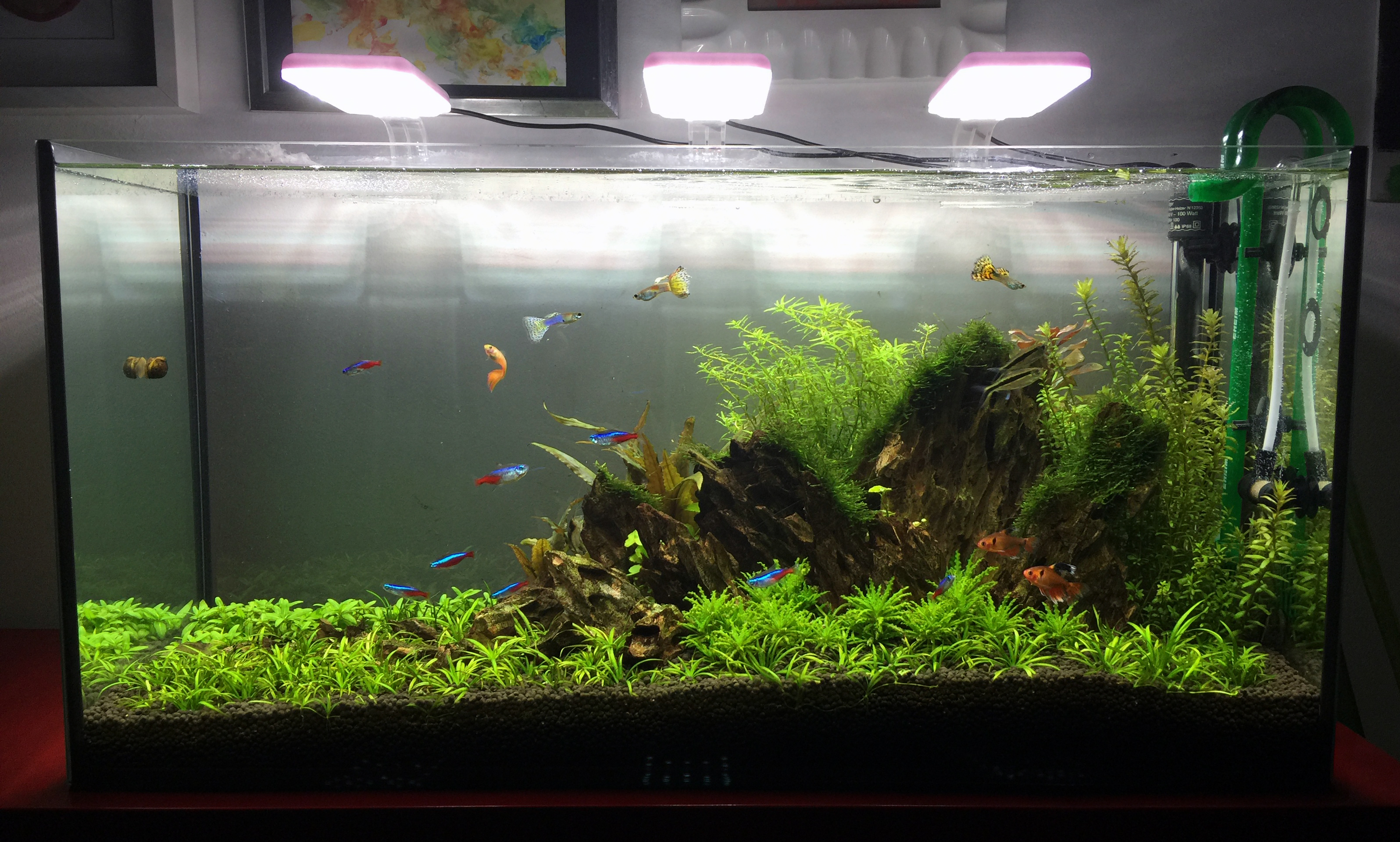
Las lámparas led aportan estética y reducen costes de consumo.

Está el caso especial de los acuarios plantados, donde la flora requiere y consume gran cantidad de luz. Para ellos existen las llamadas lámparas fluorescentes hortícolas y las HQL (mercurio de alta presión). En principio, los fluorescentes aportan una luz menos puntual que las HQL y producen menos calor, lo que perturba menos las variaciones de temperatura en el agua. En cambio se deben instalar en cajas, encima del acuario, impidiendo a las plantas sobresalir del agua, cosa que no sucede con las HQL, según explican Dreyer y Keppler (1996, p. 49). En la actualidad, se está popularizando el uso de lámparas LED para iluminar un acuario plantado. La razón fundamental es el consumo más eficiente (aproximadamente se reduce a la mitad) sin perder potencia en lúmenes junto con una reducción de costes que ha ido experimentando esta tecnología. Es de destacar que también aportan a la estética de la instalación, dado que ocupan menos lugar y se puede optar por diferentes tipos de diseños.

#### Climatización

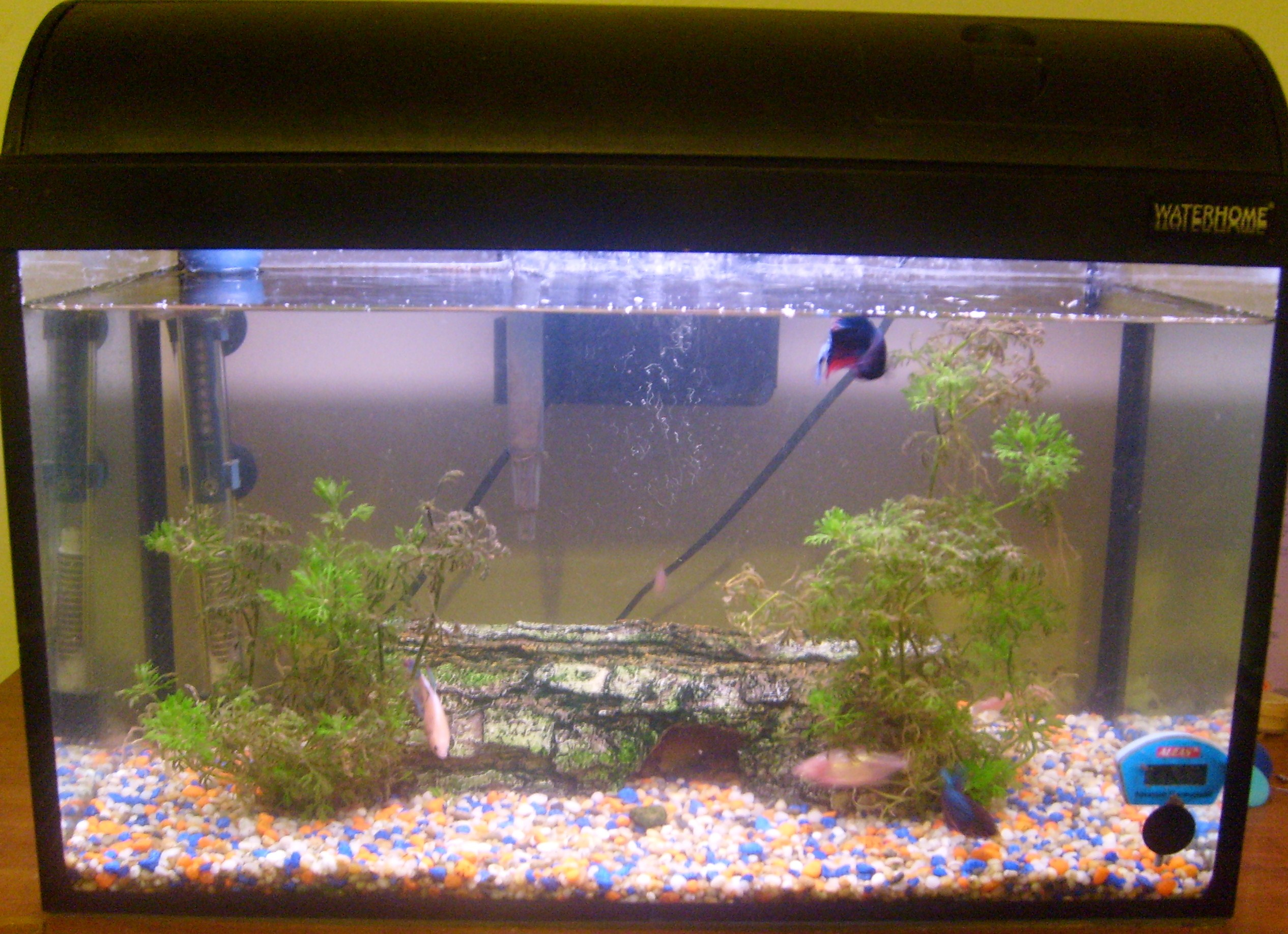
Acuario con calefactor de tubo a la izquierda.

Para recrear la temperatura del agua tropical se necesitan calefactores compuestos de una resistencia calentadora y de un termostato. En las aguas tropicales la temperatura suele variar en un rango comprendido entre los 21-27 °C (grados Celsius). Para los peces de agua fría, el procedimiento puede ser inverso, al precisar un sistema de refrigeración. En los acuarios públicos la situación es muy diferente, pues algunas veces requieren una temperatura del agua unos pocos grados sobre cero, caso de las instalaciones para pingüinos o mamíferos árticos. Pero, salvo estas excepciones, el calefactor es imprescindible en todos los acuarios, tanto públicos como privados.
Para mantener la temperatura del agua en niveles tropicales se han desarrollados distintos modelos.Dreyer y Keppler (1996, p. 56) los dividen en: calefactores de fondo, con una resistencia en forma de serpentín instalada bajo la grava del acuario, calefactores de tubo, alargados y estrechos con la resistencia en el interior, y termofiltros, instalados en la salida del filtro con el fin de producir una corriente cálida, los más avanzados técnicamente.
Independientemente de cual sea el tipo instalado, todos deben tener una potencia calorífica directamente proporcional al volumen de agua que deben calentar. Dicha potencia no debe ser inferior a los 0,5 ni superior al vatio por litro. La horquilla de temperaturas se debe al calor aportado por la sala donde se ubicará el recipiente, dependiendo de si cuenta con calefacción o no el calentador deberá ser más o menos potente. Por supuesto, en regiones tropicales son innecesarios, salvo en estancias con aire acondicionado.
Expertos como Dreyer y Keppler (1996, p. 56) advierten del riesgo que suponen para los peces los calefactores defectuosos o mal regulados. Un dispositivo así puede calentar en exceso el agua para después dejarla enfriar demasiado. Las variaciones considerables de temperatura generan molestias a los animales y facilitan la proliferación de bacterias que atacan a muchos peces con enfermedades como el punto blanco. Por último, un calentador defectuoso supone un riesgo para toda la instalación por ser fuente de posibles accidentes eléctricos.

#### Suministro de gases
Los suministradores de gases pueden ser de dos tipos: inyector de aire y de CO2.
El inyector de aire permite la respiración de los peces al oxigenar el agua por medio de una cortina de burbujas. En el mercado existen varios sistemas, caso de la bomba de diafragma o el re-circulador tipo Venturi. Todos cumplen las misiones de oxigenar, oxidar de los nitritos producidos por la fauna y convertirlos en nitratos, menos nocivos. Debido a las diferentes formas y tamaños de cortinas, estas pueden cumplir también una labor ornamental.Boruchowitz (2001, p. 26) afirma que mucha gente no puede imaginar un acuario sin burbujas.
Los suministros de anhídrido carbónico, por su parte, carecen de misión decorativa. Su función es diluir ese gas en el agua para que las plantas se alimenten y crezcan. Según Dreyer y Keppler (1996, p. 51) la industria continúa empeñada en fabricar filtros que quiten el CO2, cuando se sabe desde hace años que dicho gas resulta de vital importancia para un acuario estable. La cantidad recomendada oscila entre las veinte y las treinta partes por millón (ppm).
Los cuidados demandados por un inyector de aire y por uno de CO2 son muy diferentes. El primero necesita poca o ninguna revisión y se suele colocar entre la grava del fondo para oxigenar más cantidad de agua, aunque puede ubicarse junto a una pared. El segundo es casi opuesto, pues debe ser instalado en la parte alta de la cubeta, junto al chorro de agua que sale del filtro. Esto es debido al mayor peso del anhídrido carbónico que lo hace descender en lugar de ascender, además de la necesidad de ser esparcido por toda la masa de agua. Del mismo modo su mantenimiento es más complejo. Requiere de revisiones periódicas realizadas por profesionales, debido a que dicho gas es confinado a gran presión y siempre correrá cierto riesgo de explotar.

#### Lámpara ultravioleta
La lámpara de rayos ultravioleta (o UV) es un componente accesorio en los acuarios para peces o los acuarios plantados, es decir, se puede lograr la necesaria estabilización sin ella. Sin embargo, como informa Hartmut Wilke (2010, p. 42), resulta esencial cuando se trata de criar tortugas, al necesitar esa luz para el correcto crecimiento de su caparazón.
En el caso de los ecosistemas con plantas y peces, la lámpara viene dentro de un recipiente opaco, por el que se hace pasar el agua salida del filtro, ya que los UV son peligrosos para todos los seres vivos. En este caso su función es doble: por una parte esterilizar el acuario de buena parte o todos los microorganismos que pueden atacar a la flota y a la fauna. Por otra, mata las algas que pueden colonizar todo el ecosistema y ahogar al resto de la flora, al conseguir apoderarse de casi toda la luz e impedir la fotosíntesis a cualquier organismo que no sean ellas.
Como indica Wilke, los rayos UV son peligrosos y en caso de que las lámparas no están contenidas en una funda opaca resulta imprescindible dosificar el tiempo que permanecen encendidas. Si cuentan con dicha funda, es imprescindible vincular la lámpara a la bomba del filtro para que toda el agua reciba la correspondiente radiación.

### Flora

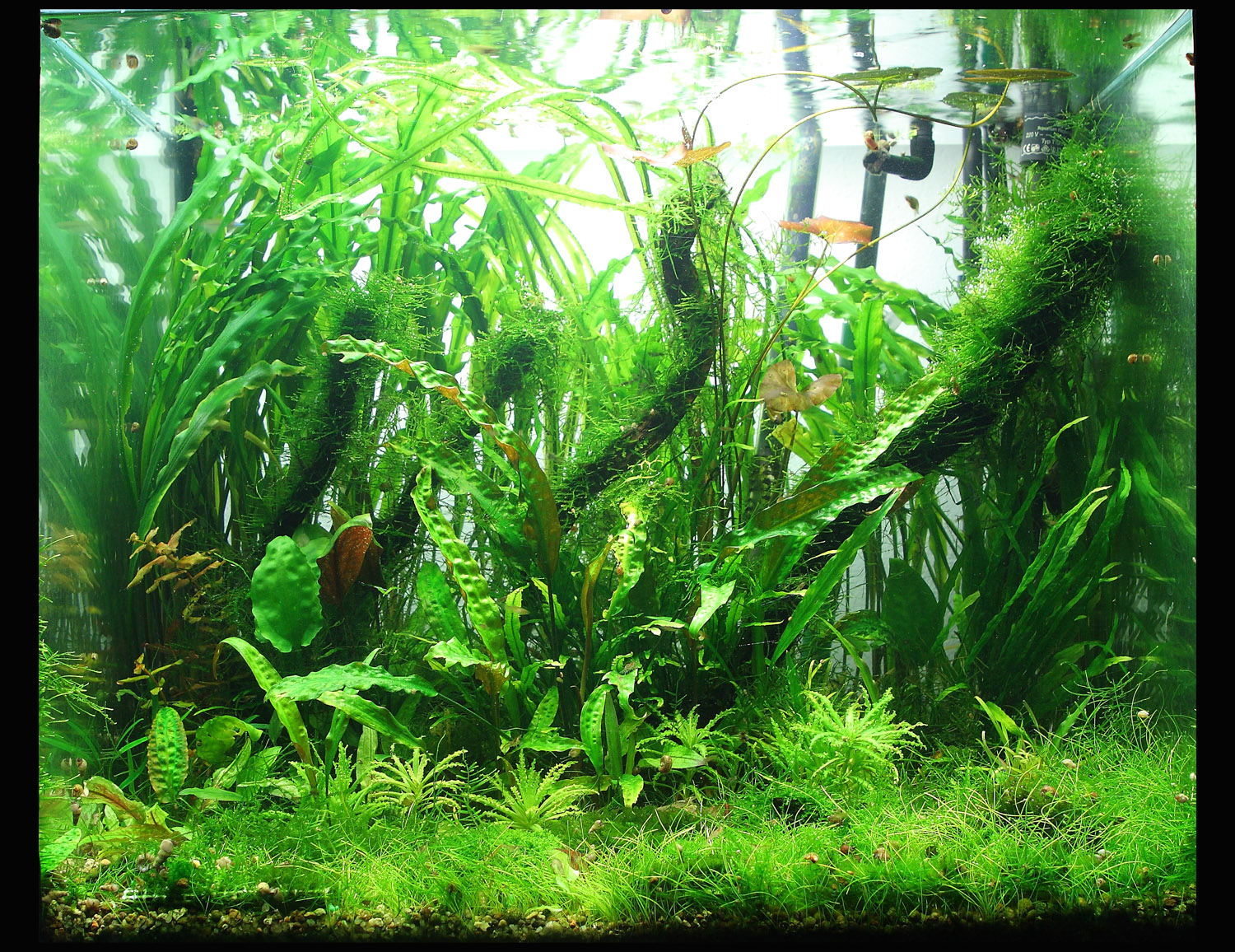
Las plantas son de gran importancia; incluso existen acuarios poblados solo por ellas: se denominan acuarios holandeses.

Las numerosas especies de plantas aptas para acuarios de agua dulce hogareños se suelen comercializar en las tiendas de acuarismo. Estas son cultivadas en invernaderos tropicales y en ocasiones colectadas de la naturaleza. La mayor parte de la flora utilizada en acuarios pueden vivir totalmente sumergida, semisumergida o incluso fuera del agua. Por lo general, son seres vivos oriundos de pantanos, por lo que se adaptan a los tres ambientes.Dreyer y Keppler (1996, p. 64 y 65) relatan la visita a un criadero donde la mayoría de los ejemplares estaban sobre tierra sin inundar.
Al igual que sucede con la decoración, las plantas pueden trasportar plagas, por lo que autores como Dreyer y Keppler (1996) recomiendan lavarlas, al igual que se indicó con las distintas partes del biotopo. Incluso pueden sumergirse unos minutos en una solución desinfectante, como permanganato de potasio, o en una solución de 5 % de hipoclorito de sodio (lavandina o lejía), para eliminar caracoles, hidras y otros huéspedes.
No todas las plantas se muestran igual de tolerantes con las condiciones ambientales, de una forma similar a como les sucede a los peces. Algunas de las más robustas son: Ceratophyllum demersum, Hygrophila polysperma, Echinodorus amazonicus, Echinodorus horizontalis, Sagittaria subulata o Microsorum pteropus. Sin embargo, existen otras muy exigentes con las condiciones donde viven, como pueden ser Cabomba furcata, Alternanthera reineckii, Hemianthus callitrichoides Cuba, y Aponogeton madagascariensis. La mayoría de estas son plantas de color rojo que requieren mayor cantidad de luz, especialmente de mercurio halogenado (HQL).
Las plantas, además de cumplir una función decorativa, producen oxígeno por medio de la fotosíntesis, aunque por la noche lo reducen con su respiración. Este último comportamiento hace necesario el oxigenador antes mencionado o, en último caso, algún aparato que remueva la parte superior del agua para oxigenarla por ósmosis al contacto con el aire.
Las plantas artificiales, en cambio, constituyen otra opción, pero también pueden llegar a ser un problema, según Hargrove y Hargrove (2011, p. 52). Las fabricadas con plástico se recubren muy rápidamente de algas y pueden generar una cepa resistente a los alguicidas. En ese caso la única solución es sacar el objeto con la cepa y destruirlo. A pesar de todo, contando con un filtro de suficiente potencia, sí es posible dar cabida a este tipo de adornos, ya que no se pudren y una vez instalados pueden presentar un aspecto prácticamente natural. Un ejemplar artificial, no obstante, nunca podrá ejercer las importantes funciones biológicas relacionadas con el ciclo del nitrógeno (vid infra), por lo que siempre será una opción mucho menos deseable que las naturales.
Para acuarios de agua salada se pueden encontrar varias especies de algas marinas en el mercado, como las del género Caulerpa.

### Fauna

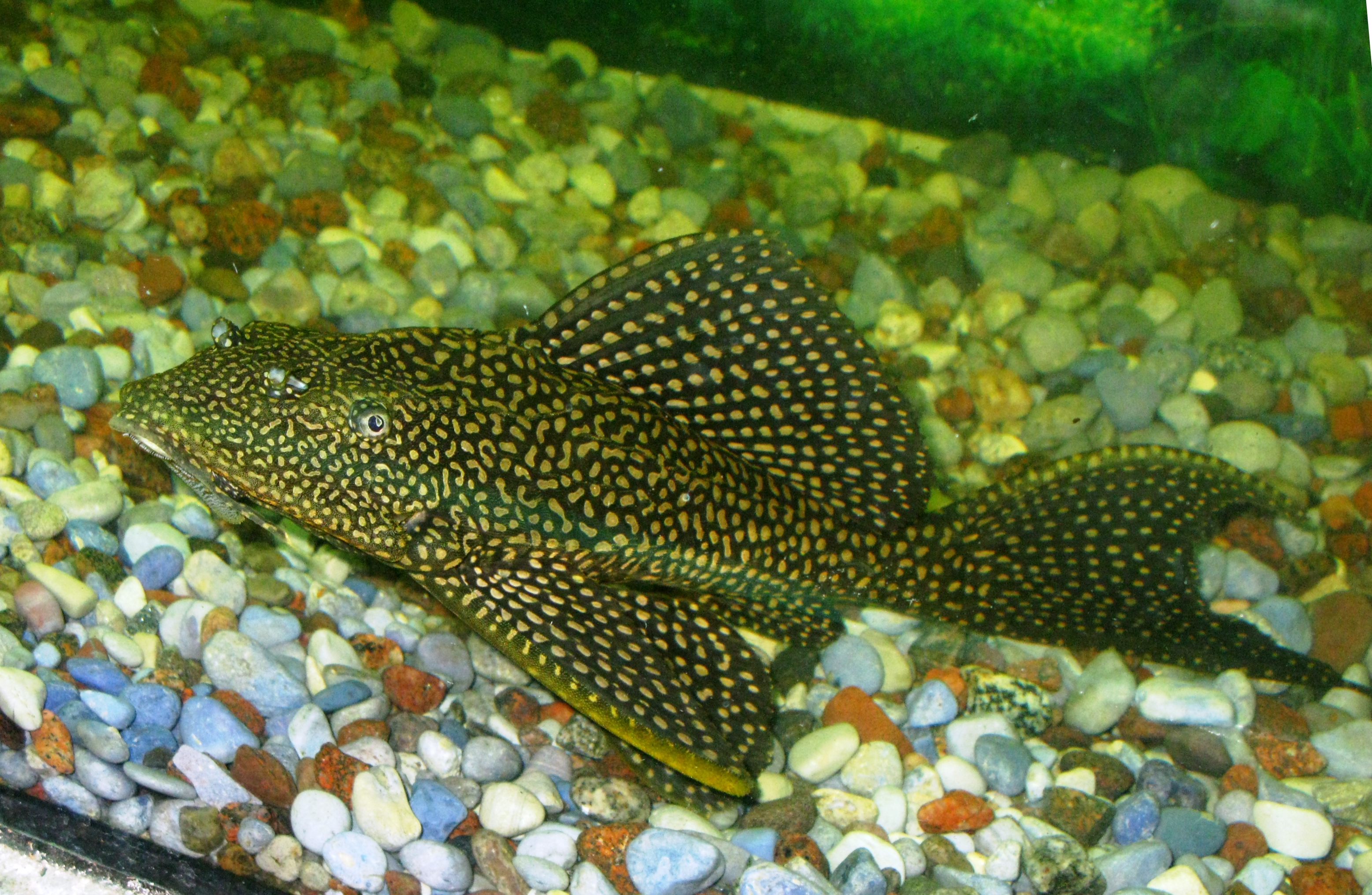
Pterygoplichthys sp., buen aliado contra las algas.

En opinión de David Boruchowitz (2001, p. 26) el apartado de la fauna es el que primero se debe aprender para lograr que los distintos ejemplares sobrevivan, especialmente los marinos. El autor reconoce que se puede introducir cualquier tipo de pez para observar su reacción, como hacían los ya citados Kang Chol-Hwan y Chor-Hwan Kang (2002, p. 41), pero esto reducirá sus posibilidades de supervivencia. Por su parte, Gregory Skomal (1997, p. 5) hace hincapié en la necesidad de adquirir un conocimiento general de los peces, de su anatomía y biología, así como de sus hábitos reproductores.
Un acuario doméstico se destina principalmente a los peces; por esta razón, todos los expertos consultados les dedican un espacio propio, incluido Brunner (2005, p. 21 y siguientes). Pese a ello, estas instalaciones también pueden albergar igualmente algunos invertebrados como gasterópodos o moluscos, camarones, pequeños crustáceos y reptiles, en especial tortugas. No se ha encontrado ninguna referencia sobre los anfibios más allá de menciones esporádicas.
Aunque algunas especies se reproducen muy mal en cautividad, otras, en cambio, pueden hacerlo fácilmente y llegar a sobrepoblar el acuario. Un pez por cada 5 L (litros) es el máximo. Así, un acuario de 100 L puede albergar unos 20 peces medianos, como Trichogaster leerii, o unos 40 pequeños, como los pertenecientes a la familia de los danios, como el pez cebra.
Los peces no solo desempeñan una función estética: resultan un sujeto de vital importancia para la estabilidad del ecosistema. Especies como Corydoras o Ancistrus son de gran utilidad para controlar o exterminar las plagas de caracoles traídas por plantas nuevas y no suficientemente limpias. De la misma forma, los Hypostomus plecostomus contribuyen a controlar las algas en la decoración y en los cristales.
La fauna de los acuarios salobres es un tema discutido. En los apartados Tipos de Acuarios y Agua se han plasmado los defensores de incluir este medio y su fauna como un punto propio y los que no le otorgan esa importancia. La fauna salobre presenta el problema de quedar compuesta por especies fluviales, que bajan durante algún tiempo a los estuarios, y por marinas, que penetran algo en esos ambientes. Por este motivo,Scott (1995, p. 110-122) no se refiere a los habitantes de pantanos, estuarios y ciénagas como fauna salobre única, sino que los diferencia en tres tipos, asiáticos, americanos y africanos.

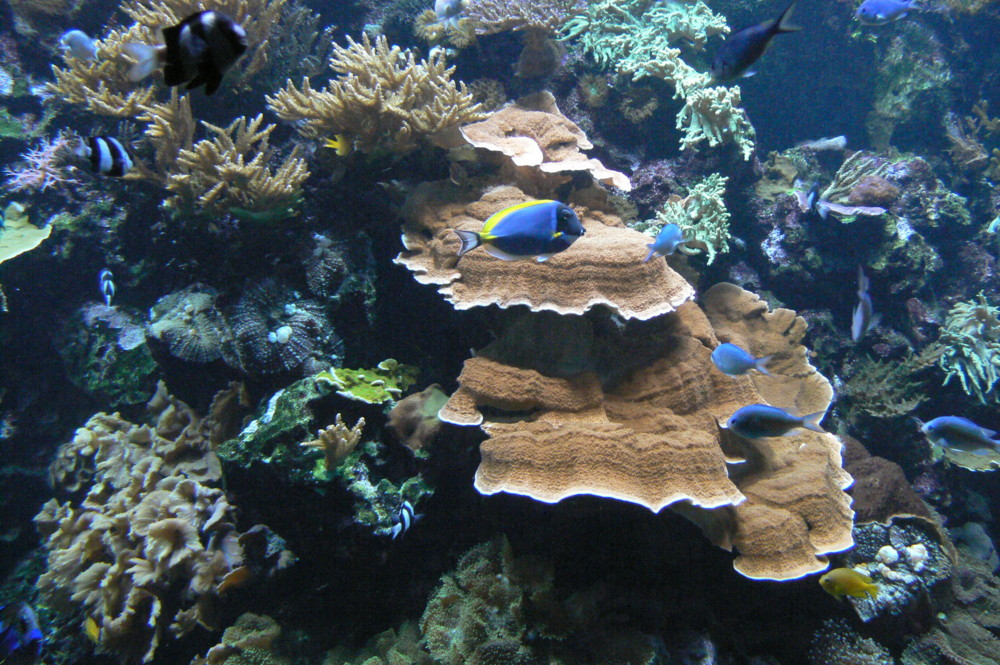
Arrecife artificial en el Acuario de Berlín, 2005.

Por último, en agua de mar pueden vivir numerosos invertebrados, pero estos animales son mucho menos tratados por la literatura y, por tanto, es más difícil obtener información sobre sus necesidades, cuidados o enfermedades. Los títulos que les dedican un apartado son el de Hargrove y Hargrove (2011, p. 121) y el de Hargreaves (2002, p. 188-274). Algunos de los invertebrados más comunes son: erizos de mar, anémonas, poliquetos marinos, corales, esponjas.
Por otra parte, los peces de agua salada tiene unas demandas diferentes, lo mismo que las tienen sus ecosistemas. Estos animales necesitan un mayor espacio para crecer y también son más territoriales que los de agua dulce o salobre.
Es necesario recordar nuevamente que utilizar el término «agua de mar» no es sinónimo de un único tipo de acuario marino. Básicamente, pueden recrearse al menos dos ambientes diferentes: el costero y el de arrecife. Este último está especialmente dotado de corales e invertebrados y no se centra en los peces, sino en los invertebrados coralinos, igual que los acuarios plantados de agua dulce conceden más importancia a las plantas. Más aún,Scott (1995, p. 130 a 146) distinguen a su vez entre acuarios coralinos hawaianos y los de pozas de marea. Además, según la capacidad económica, se podrían incluir acuarios árticos para morsas y belugas y antárticos, con distintas especies de pingüinos, pero estos ambientes son muy caros de mantener, las temperaturas deben rondar los cero grados, y requieren mucho espacio, porque los mamíferos y las aves crecen hasta un determinado tamaño, no como muchos peces que pueden adaptar su crecimiento a las dimensiones de su ambiente. Por tanto, son accesibles para muy pocas instituciones; en toda Europa solo hay una instalación con un tanque para belugas.
En una posición entre acuario y terrario público estarían los ambientes de manglares o los costeros. Por una parte son acuarios por la masa de agua que pueden contener, pero también ofrecen un amplio suelo de arena o rocas donde habitan animales como el cocodrilo del Nilo o focas y leones marinos, respectivamente.

## Preparación y mantenimiento del ecosistema
Preparar y estabilizar un acuario es un proceso lento y puede llevar varios días o semanas, incluso más tiempo para los marinos.
En principio la preparación consistiría en colocar los elementos decorativos y los accesorios técnicos según el orden correcto, llenar el recipiente de agua convenientemente tratada y esperar a que las bacterias se reproduzcan en cantidad suficiente, mientras los productos químicos desencadenen las reacciones esperadas. Este proceso puede ser relativamente sencillo y no llevar muchas horas, dependiendo de la cantidad de automatismos que se incorporen, según explica Scott (1995, p. 48 y siguientes).
Algo muy distinto es conseguir la estabilización del ecosistema que se generará una vez se ha llenado de agua. Según Paletta et al. (1999, p. 16) existirían dos «estabilidades», la de corto plazo, la conseguida momentáneamente, y la de largo plazo, alcanzada gracias a la correcta interacción de todo el acuario. Autores como el citado Scott (1995, p. 8) utilizan la definición acuñada por Philip Glosse, según la cual, estabilizar sería lograr las mismas condiciones ambientales de que disfruta la fauna en su ambiente salvaje, por tanto, cambia según la especie, pero Scott matiza que la mayoría de los animales disponibles en el mercado son tolerantes con las condiciones de muchas otras, por lo que no es necesario satisfacer estrictamente a una en concreto. Ahora bien, dicha tolerancia no es tan generosa en los acuarios de agua salada, donde los márgenes bacterianos, de calor o decantación son más estrechos. En un acuario marino este proceso resulta más complicado, pudiendo alargarse durante meses.Paletta et al. (1999, p. 16) indican que puede ser necesario medio año para estabilizarlo y otro medio para lograr la estabilidad a largo plazo.
Los principales puntos que necesitan ser planificados para lograr un ecosistema estable son los siguientes:

### Ubicación
El lugar donde se ubica el acuario influye mucho en la preparación y más aún en la vida que surgirá dentro. La acuariología con el tiempo ha ido aprendiendo algunas lecciones según indica Hargreaves (2002). Un error ya comentado fue lo perjudicial de los emplazamientos muy soleados, pese a lo que pueda parecer. Con una potente fuente de luz las algas proliferarán con facilidad y por ende algunas pestes algáricas. Expertos como Hargrove y Hargrove (2011, p. 24) advierten además de lo peligrosa que puede resultar la luz solar al subir considerablemente la temperatura del agua por el día y descender demasiado por la noche, con el riesgo de producir enfermedades. La experiencia indica que las ubicaciones dotadas de luz indirecta son las mejores para lograr un acuario exitoso.

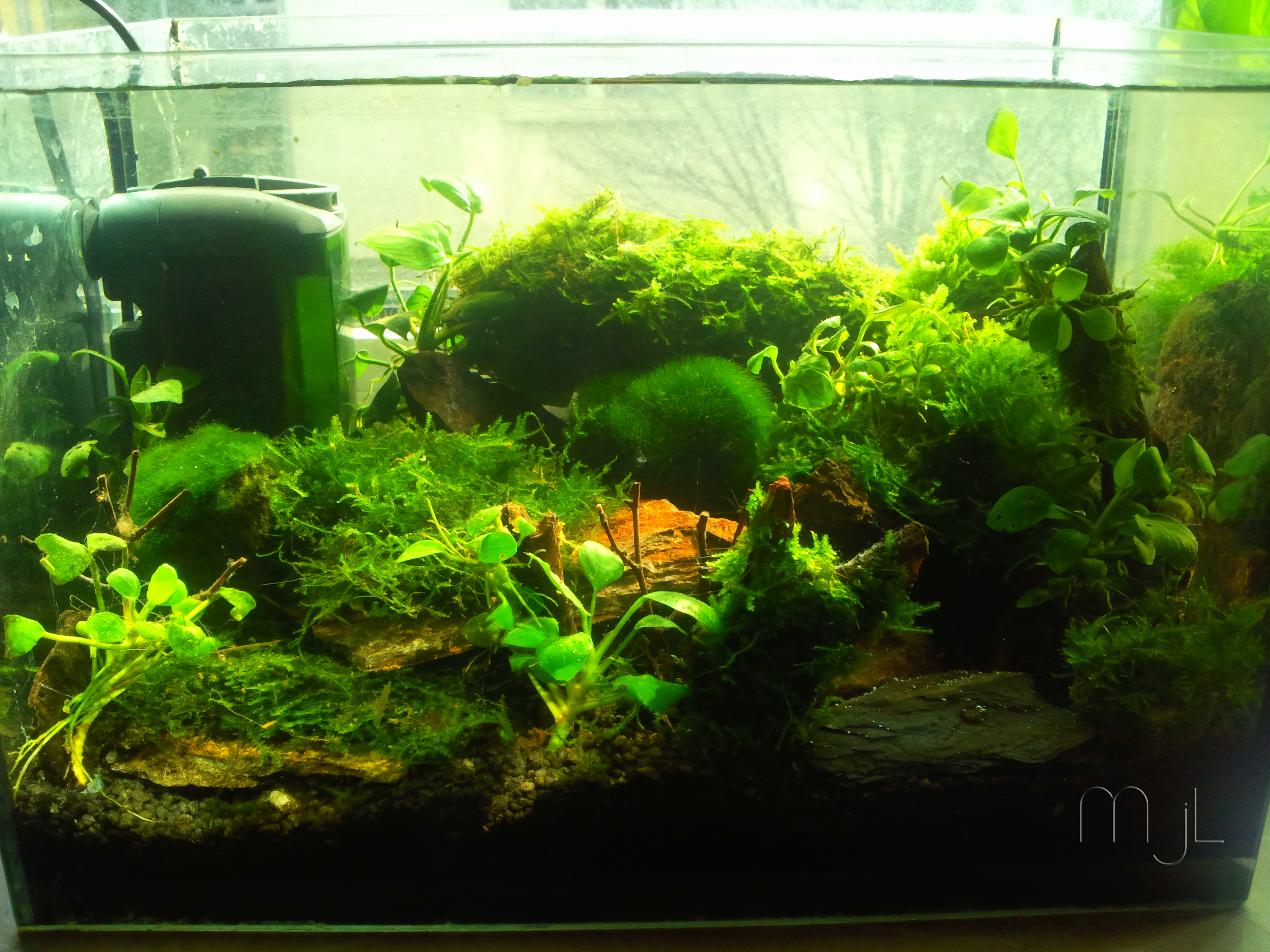
Acuario colocado junto a una ventana: en principio, una ubicación incorrecta.

Asimismo, y por medio del ensayo y el error, se sabe que los pasillos y lugares transitados o con mucho ruido ambiente tampoco resultan adecuados, ya que los peces sufren estrés constante con el trasiego de personas, las cuales siempre serán percibidas como peligrosas. Por último, no debe olvidarse la mencionada capacidad decorativa e incluso arquitectónica. Un acuario bien ubicado no solo proporcionará una vida apacible a los peces, sino que ofrece un singular y atractivo espectáculo relajante.
El mueble que sustente toda la instalación es de importancia capital. Ha de ser firme y capaz de soportar un peso doble al del agua que pueda contener. Un acuario de 100 L (con accesorios, grava, etc.) puede llegar a pesar fácilmente unos 140 kg (kilogramos). El peso final que alcanzará será un factor importante si el conjunto mueble-acuario se moverá para limpiar sus inmediaciones, por ejemplo. Idealmente se debe desplazar lentamente y, a ser posible, cuando se realizan los cambios de agua, momento en el que pesa menos y está más agitado. El peso también determina una cuestión en principio sin importancia, pero que a largo plazo puede causar daños cuando el mueble se deposita sobre un suelo de madera: su posición con relación a la orientación de las lamas del parqué o suelos laminados, si el piso está forrado con ellas. Varias decenas o incluso cientos de kilogramos pueden curvar dichas láminas si se coloca en paralelo o sentido longitudinal, es decir, con el mueble reposando sobre dos o tres. Mientras que la orientación transversal es más robusta al distribuir el peso entre más elementos de madera (cinco, siete, diez, etc.).
Otro factor es su carácter de instalación compleja, por lo que muchas veces se planifica el lugar teniendo en cuenta que se necesitará por lo menos una toma de corriente eléctrica bien instalada y aislada, es necesario recordar que todo el conjunto albergará considerable agua en su entorno y a veces salpicará, lo cual siempre supone cierto riesgo eléctrico. Según Hargrove y Hargrove (2011, p. 25) y por las razones expuestas antes, un acuario no es el mueble ideal para los niños. Por último,Hargrove y Hargrove (2011, p. 26) indican que una toma de agua potable y un desagüe son también de utilidad para evitar acarrear cubos por la casa o la oficina.

### Limpieza
Un acuario correctamente estabilizado y poblado requiere poco mantenimiento. La observación y la práctica indicarán con el tiempo el estado de la fauna y de la flora. Pese a ello y a todo el instrumental que pueda colocarse, no deja de ser un sistema estanco y, por lo tanto, diferente del hábitat natural donde habitan peces y plantas. Este defecto insalvable hace imprescindible algunas tareas que imiten el constante y natural cambio de agua de ríos, lagos y océanos. La limpieza quizá sea la más importante, no solo por razones estéticas, sino de salubridad, pues de lo contrario los nitritos y fosfatos expulsados por los animales terminarán convirtiéndose en toxinas.
Una tarea periódica es la limpieza del filtro. Como se apuntó en su apartado correspondiente, una limpieza total y no progresiva de todas las masas filtrantes supondría la pérdida de las colonias bacterianas que viven en ellas y la interrupción de la filtración. Como se indicó, un filtro cuenta con dos o tres masas filtrantes; el orden para limpiarlas puede ser el de la propia disposición en el filtro, como muestra Scott (1995, p. 162); es decir, primero las masas más finas, tiempo después las más gruesas y, por último, cambiar las masas químicas si las hubiera. Finalmente, en el habitáculo quedarán impurezas no atrapadas por los distintos materiales; si no se retiran de vez en cuando se irán descomponiendo y producirán sustancias dañinas para la fauna; también pueden contribuir a taponar el filtro. La limpieza de dichas impurezas puede realizarse mediante sifón, es decir, absorbiendo el agua con un tubo con ilustra Boruchowitz (2001, p. 73). Lo mismo que las masas filtrantes, estas impurezas alojan importantes colonias bacterianas; por lo tanto, absorberlas cuando se piensa limpiar o se ha limpiado parte del filtro privará de un considerable filtrado biológico, con un efecto negativo para la estabilidad del medio.
Con el fin de minimizar el impacto que la limpieza causa sobre la depuración biológica se pueden poner en práctica diferentes soluciones: limpiar las distintas masas en días alternos y utilizando agua del mismo acuario, traer agua de otro acuario cuando la pérdida ha sido considerable o incluso añadiendo bacterias adquiridas en comercios del ramo, caso de necesitar vaciar la cubeta por una rotura y haber conservado pocos litros. Con estas técnicas se consiguiendo minimizar la pérdida de una forma similar a como puede hacerse con el primer llenado, siguiendo las indicaciones de Scott (1995, p. 159).

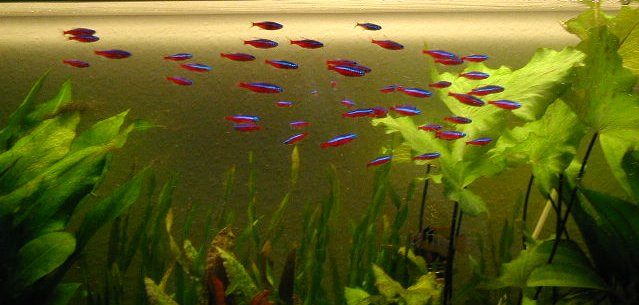
Neones.

Como se ha escrito ya, la frecuencia de limpiado la dicta más la experiencia y la percepción que un grupo de normas fijas. Pese a ello, en el caso de acuarios marinos o de arrecife se ha demostrado que retirar todos los desechos que hubiera y limpiar dos veces al día el vaso colector del espumador (skimmer) resulta beneficioso.
Tanto en los acuarios de agua dulce como los de salada, la temperatura del líquido con la que repone a la extraída resulta importante y puede causar daños a los seres vivos si es agua templada o caliente. Según los ya citados Paletta et al. (1999), los acuarios de agua marina son más complicados de mantener y una de esas complicaciones se manifiesta en el tipo de agua requerida para la renovación, pues la del sistema público puede causar problemas, pese a recibir un aporte correcto de sales. La de ósmosis ha demostrado ser más inocua, pero también resulta más difícil de obtener.
Si la limpieza del filtro puede llegar a ser importante para los peces, la limpieza de las plantas resulta vital. Si las algas consiguen cubrir totalmente las plantas superiores pueden llegar a matarlas, algo que buscan genéticamente por estar en competencia con la flora superior. Pero, al producir mucho anhídrido carbónico, también ponen en peligro a los animales (Hargrove y Hargrove, 2011, p. 215). Limpiar las hojas cuando se han cubierto de algas resulta conveniente y puede realizarse de dos maneras: con productos químicos, alguicidas, o manualmente hoja por hoja. La primera es más contundente, pero también más extrema, en definitiva es utilizar un biocida y Boruchowitz (2001, p. 32 y 33) advierte de los peligroso que son los biocidas y otros productos químicos. La limpieza manual es más laboriosa, pero más saludable para todo el entorno, desgraciadamente solo es una solución temporal si no se ataja lo que permite a las algas desarrollarse.
Otro capítulo de la limpieza se refiere al biotopo. Sobre los elementos más grandes, como rocas y raíces, los excrementos y otros deshechos precipitarán y comenzarán sus procesos de putrefacción. Con el tiempo dichos desechos se tóxicos. La limpieza de objetos grandes comprende: sacar las rocas y troncos, frotarlos con un cepillo de dientes que no haya sido usado antes y devolverlos a su emplazamiento. Los desechos que caen al fondo, las plantas podridas y las que flotan seguirán el mismo ciclo que las raíces y rocas. Para evitarlo las plantas pueden retirarse fácilmente con una manguilla, sin embargo la grava del suelo requiere ser removida para que los guijarros precipiten y las sustancias potencialmente tóxicas permanezcan flotando para poder absorberlas por sifón,Skomal (1997, p. 95) indica que estas operaciones pueden hacerse anualmente.
Un apartado que tener en cuenta es la limpieza de los cristales. Expertos como Hargrove y Hargrove (2011, p. 181) le dedican un apartado propio solo a la limpieza exterior. Esta operación obedece a necesidades tanto estéticas como vitales, por eliminar también en parte las perjudiciales algas. Estas tienen tendencia a ir cubriendo las paredes y así apoderarse de la luz que pueda entrar. Debido a la competencia entre plantas y algas, cuanto más débiles sean estas más fuertes serán aquellas y la limpieza de cristales resta vitalidad a las segundas y reduce sus desagradables olores. Para esta labor existen en el mercado gran cantidad de utensilios mecánicos, no biocidas, como los imanes mostrados por Skomal (1997, p. 90), pero estas herramientas magnéticas presentan el molesto inconveniente de rayar los vidrios si algo de grava se aloja entre los utensilios y el cristal, por ejemplo cuando se limpia la parte baja de la cubeta, ya que aquella está formadas por trozo de cuarzo y otros minerales duros.
La limpieza de un acuario, incluidos los cristales, no es solo un requisito de las instalaciones domésticas, los zoológicos, museos y otras instituciones abiertas al público cuentan con equipos de submarinistas para realizar esta labor sus grandes tanques de millones de litros.

### Renovación de agua
Como ya se apuntó, en los acuarios no se puede reproducir el cambio constante de líquido, algo casi continuo en su medio ambiente. Este fenómeno debe simularse con renovaciones regulares, ya que si las bacterias se encargan de degradar el amoníaco y convertir los nitritos en nitratos, estos últimos se acumulan, pudiendo alcanzar valores importantes y tóxicos para los peces. Los nitratos son consumidos por las plantas acuáticas y por las algas; sin embargo, este consumo en ocasiones no basta para eliminarlos todos. Solo la sustitución de agua permite obtener tasas aceptables. Una tasa de nitratos igual o superior a 50 mg/L (miligramos por litro) puede ser peligrosa. Por otra parte, los cambios de agua permiten suministrar los oligoelementos necesarios para peces y plantas; en caso contrario se agotan.
Todos los títulos consultados coinciden en esta tarea, aun siendo una de las más costosas de automatizar. Por el contrario, los expertos no se ponen de acuerdo sobre la frecuencia de la renovación. Para Skomal (1997, p. 94),Dreyer y Keppler (1996, p. 53) debe sustituirse cada semana una cuarta parte del total,Scott (1995, p. 45) apuestan por renovar entre un 20 y un 25 % cada dos o cuatro semanas. Esta frecuencia puede aumentar si las tasas de nitratos o fosfatos fuesen elevadas. En lo que todos coinciden es en lo saludable para los peces de dicha práctica. Otro beneficio añadido está en el propio método empleado para extraer el agua, que puede constituir un beneficio extra. Como se ha indicado en el apartado limpieza, resulta saludable remover la grava y absorber las impurezas que se desprenden, así se deja sitio para el agua limpia y se purifica el fondo de los nocivos excrementos que, antes o después, envenenarán el biotopo donde viven especies como el Hypostomus, útil devorador de algas.
Independientemente de qué autor se lea, todos coinciden que cambiar la mitad o más del agua en un solo día resulta perjudicial, al romper el ciclo del nitrógeno. Asimismo, existe consenso sobre la necesidad de intentar igualar las temperaturas del agua entrante y residente, con el fin de no provocar enfermedades, como el punto blanco (Ichthyophthirius multifiliis).

### Alimentación

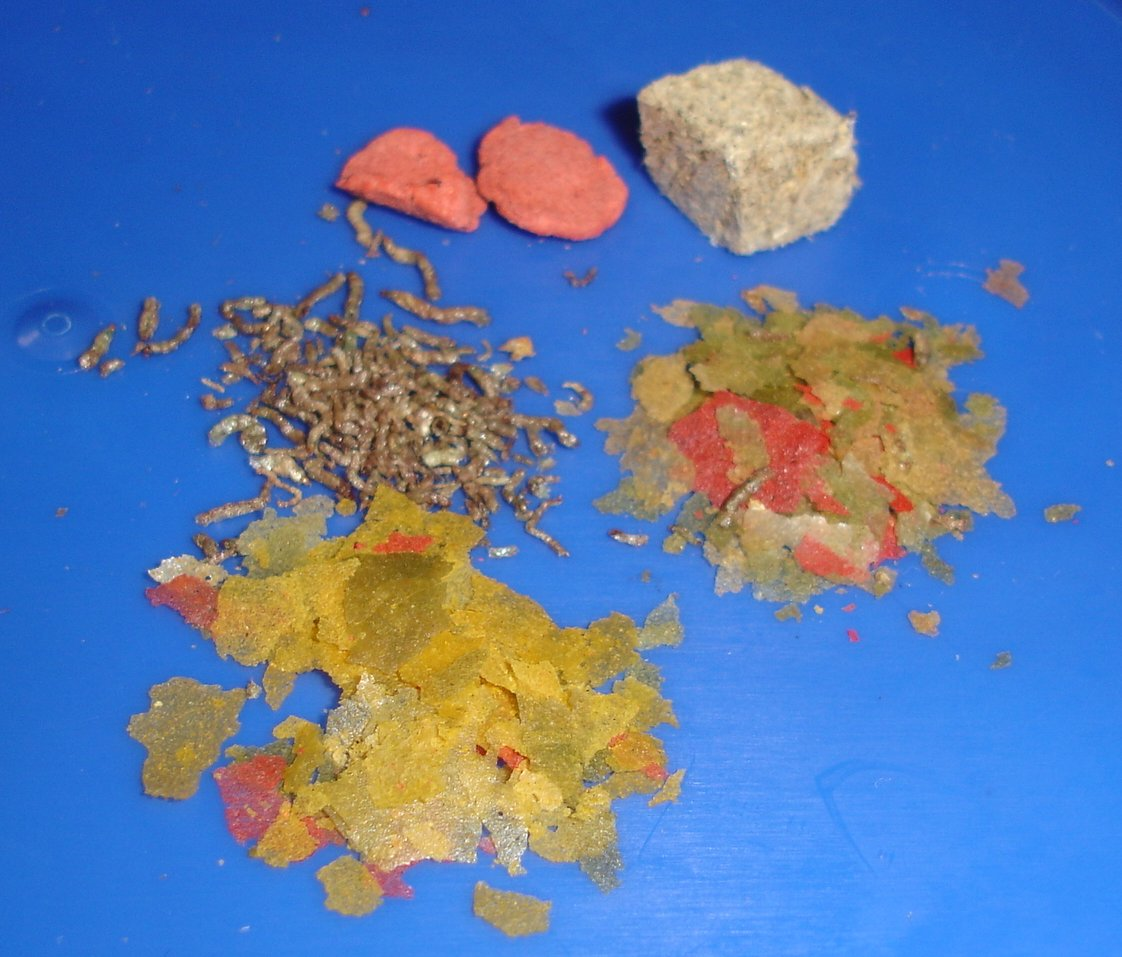
Distintos tipos de alimentos para peces.

Una tarea diaria es el suministro de alimentos, tanto para fauna como para flora. Afortunadamente puede automatizarse con alimentadores para peces e inyectores de anhídrido carbónico para las plantas, los animales también proporcionan nutrientes. Pese a ello se requiere atención.
El alimento para la fauna, ya sea vertebrada o invertebrada, puede ser fresco, congelado, deshidratado e incluso vivo, como las dafnias o las artemias. Sin embargo, es muy común las opciones de copos y tabletas, dependiendo de si son para peces que viven en la superficie o en el fondo (Dreyer y Keppler, 1996, p. 89). En cambio, las tortugas suelen necesitar carne fresca. Siguiendo la información de Dreyer y Keppler (1996, p. 86) también existe comida en forma granulada, escamas o polvo, ya que cada especie tiene sus propias exigencias. Pese a las demandas de las distintas especies, la mayoría de ellas pueden ser alimentadas con un solo producto. En una fábrica de comida para peces Dreyer y Keppler (1996, p. 88) apreciaron una mezcla de gambas, pescado, harina de cereales, levaduras, algas, etc., pero la mezcla final es secreta.
Los peces son capaces de convertir en carne un 50 % de la comida ingerida, mientras que los animales terrestres consiguen el 10 % (Hargreaves, 2002, p. 61), por esta razón, alimentarlos en exceso les hace acumular grasas que solo servirán para acortar su vida. Por otra parte, si su ración es excesiva, no llegan a comérsela toda, ensucia el agua enseguida, comprometiendo la salud de sus habitantes y estimulando el crecimiento de algas filamentosas. Asimismo, es normal que los peces de arrecife no coman los días siguientes a ser introducidos en la cubeta. Por ello la ración alimenticia de un animal debe elaborarse en función de sus gustos y exigencias, aunque suele constar de: alimentos frescos como harina de pescado, carne cruda, huevos de pez, mejillones o vegetales; presas vivas como gusanos acuáticos, larvas de insectos o pequeños crustáceos y alimento artificial, caso de los granulados industriales o escamas (hojuelas).
El llamado «gusano tubifex» (Tubifex tubifex), un invertebrado vivo que se recomienda para ciertos peces (Scott, 1995, p. 105 y siguientes), viene asociado con aguas estancadas de gran contenido en parásitos, bacterias o pestes micóticas, las cuales provocan enfermedades a los peces como velo o el punto blanco, también desarrollan tumores. Por esta razón la preparación y los cuidados que dicho animal requiere son abundantes.Skomal (1997, p. 82) indica que los mejores son los criados por uno mismo.
Las plantas exigen menos a la hora de alimentarse, básicamente, su fertilizante se compone de una base ferrosa orgánico, pero pueden vivir solo del CO2 y de los excrementos animales durante semanas o meses.

## Ciclos biológicos
Como recoge Scott (1995, p. 8), un acuario ideal reproduce un entorno ecológico concreto en un sistema cerrado. En la práctica es casi imposible lograr un equilibrio perfecto. Por ejemplo, una relación equilibrada de depredadores y presas solo es posible de conseguir en teoría, incluso en el mayor de los tanques. El cuidador debe tomar medidas para mantener el equilibrio en el pequeño ecosistema que recrea porque cualquier alteración se notará. Por ejemplo, la muerte de un único pez en un depósito de once litros causa cambios dramáticos en el sistema, mientras que la muerte de ese mismo pez en un depósito de 400 L (litros) con muchos otros peces en él, representa una variación mucho menor, pero también constituye una perturbación. Por este motivo los principales ciclos demandan vigilancia y mediciones constantes.

### Ciclo del nitrógeno

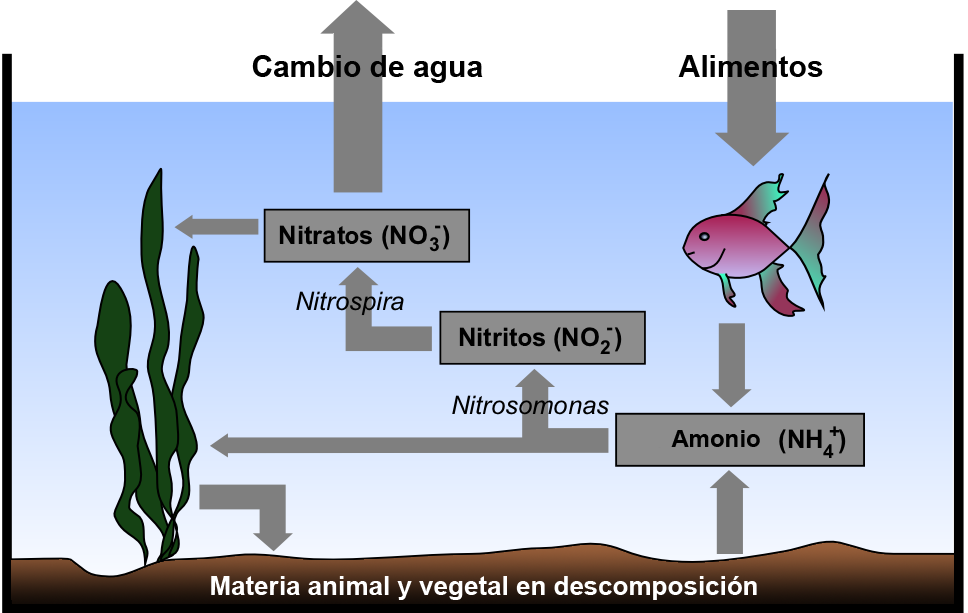
Ciclo del nitrógeno en un acuario.

Ciclo del nitrógeno en un acuario.

Como explican Hargrove y Hargrove (2011, p. 189 y siguientes), un asunto esencial para el acuariófilo es la gestión de los desechos biológicos producidos por los pobladores. Peces, invertebrados, hongos y algunas bacterias excretan residuos nitrogenados en forma de amoníaco que se puede convertir en amonio, dependiendo de la química del agua. El amonio pasará por el ciclo del nitrógeno. También se produce amoníaco a través de la descomposición de las plantas y la materia animal, incluyendo heces y otros detritos. En concentraciones altas, estos desechos se convierten en dañinos para los peces y otros habitantes que pueden intoxicarse con amoníaco.
Un depósito bien equilibrado contiene organismos que pueden metabolizar los desechos. Así, el amoniaco producido en un depósito es metabolizado por un tipo de bacterias conocidas como nitrificantes (género Nitrosomonas). Las bacterias nitrificantes lo capturan y metabolizan para expulsar nitritos. Los nitritos, en concentraciones altas, también son tóxicos para los peces. Afortunadamente otro tipo de bacterias, género Nitrospira, los convierten en nitratos, una sustancia menos tóxica, pero dañina en última instancia. Este proceso se le conoce como ciclo del nitrógeno (Dreyer y Keppler, 1996, p. 30 y 38).
Además de las bacterias, las plantas acuáticas también eliminan los residuos nitrogenados metabolizando el amoníaco y los nitratos. Cuando las plantas metabolicen los compuestos nitrogenados eliminarán el nitrógeno del agua, utilizándolo para construir biomasa. Sin embargo, esto es solamente temporal, ya que la flora vuelven a expulsar el nitrógeno cuando las hojas viejas se descomponen, por ejemplo.
Aunque informalmente se le llama ciclo del nitrógeno y se puede leer así en obras como la de Hargrove y Hargrove (2011, p. 187), es de hecho solamente una parte de un ciclo mayor, pues la comida suministrada también añade nitrógeno al sistema y los nitratos se acumulan en el agua al final del proceso, o contribuyen a un crecimiento en biomasa mediante el metabolismo de las plantas. En la práctica, el cambio de agua se ha revelado como el último recurso para eliminar los nitratos.
Los acuarios domésticos a menudo no contienen las poblaciones necesarias de bacterias para metabolizar los residuos nitrogenados producidos por sus habitantes. Este problema se ataca a través de dos soluciones: Los filtros de carbono activo absorben los compuestos del nitrógeno y otras toxinas del agua, mientras que los filtros biológicos proporcionan un medio especialmente diseñado para la colonización por las bacterias nitrificantes deseadas.

### Otros ciclos de nutrientes
El nitrógeno no es el único nutriente que circula por un acuario. El oxígeno entra en el sistema por la superficie del agua o mediante una bomba y también cumple una función vital. Por su parte, los gases de CO2 que alimentan la flora demandan también este gas.
Otro ciclo importante de nutrientes ha demostrado ser el del fosfato y su excesiva concentración favorece a las algas Hargrove y Hargrove (2011, p. 195). Al contrario que para el nitrógeno, la industria del ramo sí fabrica productos para corregir los niveles de fosfato, pero el cambio de agua se ha demostrado una solución tan útil como cualquier otra.
El azufre, el hierro y otros micronutrientes también circulan por el sistema, entrando como comida y saliendo como desechos. El control apropiado del ciclo del nitrógeno, junto con un suministro de comida equilibrado, suelen ser suficientes para mantener estos otros ciclos de nutrientes en equilibrio.

## Acuarios públicos

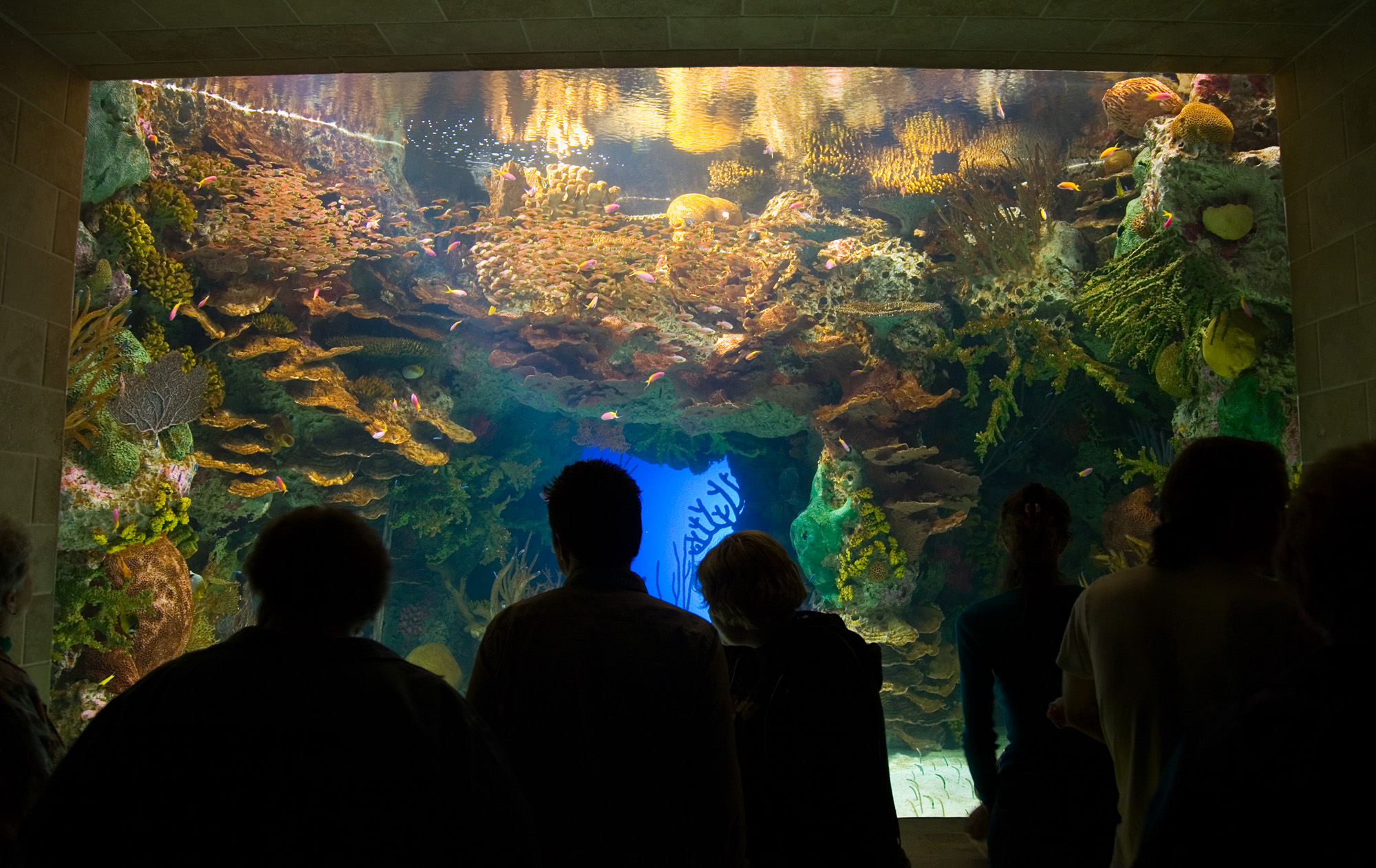
Tanque tropical en el acuario de Georgia, Estados Unidos, 2006.

Los acuarios públicos son instalaciones a las que se accede libremente o tras el pago de una entrada para ver especies acuáticas generalmente muy difíciles de tener en domicilios, ya sea por su gran tamaño, ya sea por la dificultad de su cuidado. Algunas de las más espectaculares son los escualos, los mamíferos marinos y en general los animales oceánicos.
La mayor parte de los acuarios públicos presentan una determinada cantidad de tanques pequeños, así como uno o más depósitos mayores. Los más grandes tienen una capacidad de varios millones de litros de agua y pueden albergar especies como delfines, tiburones o ballenas. Los animales acuáticos y semiacuáticos, caso de nutrias, pingüinos o cocodrilos, pueden también ser alojados en estas instalaciones
Desde el punto de vista operacional, un acuario público es similar en muchos aspectos a un zoológico o museo. Realiza exposiciones temporales y otras exhibiciones para atraer a los visitantes, mientras exhibe su colección permanente. Unos cuantos ofrecen su propia versión de «zoo para tocar»; por ejemplo, el Monterey Bay Aquarium en California o el SeaWorld Orlando, de Florida, cuentan con un depósito superficial poblado con rayas. El público puede tocar a los animales cuando pasan o se acercan para ser alimentadas por el propio público.
Como los zoos, los acuarios normalmente poseen un cuerpo especializado de investigadores que estudia las costumbres y biología de sus especímenes. En los últimos años, los grandes acuarios han estado intentando adquirir y criar diversas especies de peces de océano abierto, incluso cnidarios (medusas…), una tarea difícil puesto que estas criaturas nunca antes han encontrado superficies sólidas como las paredes de un depósito, y no han adquirido el instinto para no chocar con las paredes. También muy difícil se ha confesado la cría del tiburón blanco. Al ser un animal grande que necesita largos espacios para sobrevivir, no puede ser alojado durante mucho tiempo ni en el tanque más voluminosos. Asimismo, la captura y cría de tiburones blancos recién nacidos ha fracasado por el momento, como sostenía Marie C.Levine (1998, p. 25).

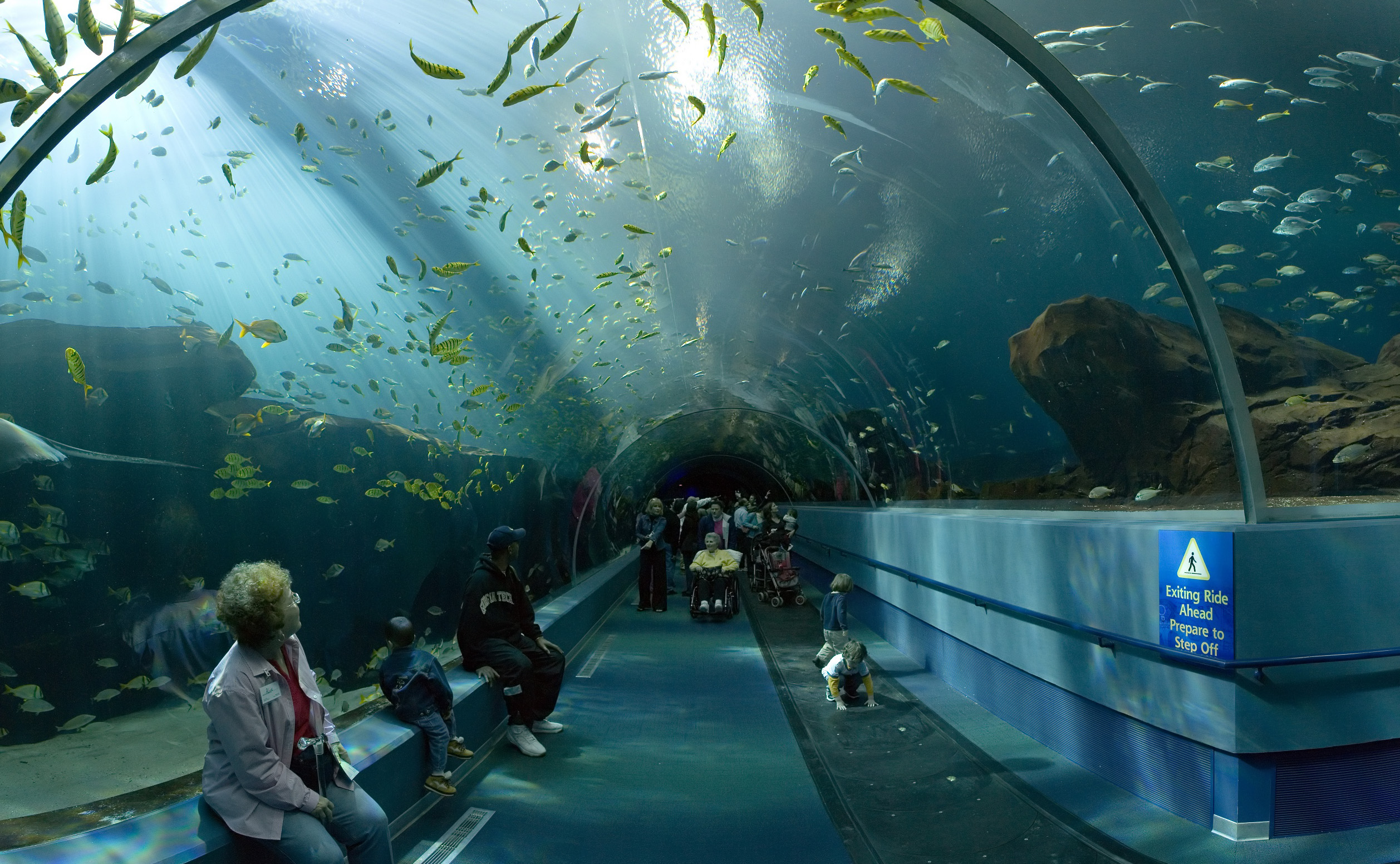
Túnel Ocean Voyager en 2006, una de las atracciones del acuario de Georgia (Estados Unidos).

El primer acuario público lo abrió el Regent’s Park de Londres, en 1853. Según Sheppard y Lousada (2010, p. 86), era un momento en que los zoológicos habían surgido en muchas ciudades del mundo, razón por la cual los directivos del parque deseaban seguir siendo la institución con más vida salvaje en cautividad. Según Marc Rothenberg (2001, p. 594) en los años 50 del siglo XIX Estados Unidos imitó al Regent's Park con el Aquarium Garden de Boston y en 1861 Phineas Taylor Barnum abrió el P. T. Barnum Aquarium en Broadway, Nueva York. El autor también afirma que la capital estadounidense terminó el National Aquarium en 1873. No hay acuerdo sobre cual fue el primer acuario oceánico de los Estados Unidos. Para Rothenberg (2001, p. 594) sería el de San Agustín (Florida), ya en 1938. Por su parte, la guía MobileReference (2007) afirma que tal mérito le corresponde al Shedd Aquarium de Chicago, en 1930.
La mayor parte de los acuarios marinos públicos se localizan cerca del océano, porque una instalación como el Oceanogràfic de Valencia, el más grande de Europa, necesita unos 24 millones de litros para funcionar, más la reserva para renovaciones. Si no estuviera ubicado en la Ciudad de las Artes y las Ciencias o en otro lugar junto al mar, transportar toda esa agua supondría un dispendio considerable. Lo mismo sucede con el Acuario Mazatlán, emplazado en la ciudad mexicana homónima, el cual cuenta con el tanque más grande de Hispanoamérica, y obtiene sus suministros hídricos del Pacífico. Sin embargo, la distancia del mar no ha sido un impedimento para países y empresas con grandes recursos económicos y perspectivas de amortización. Es el caso del primer acuario marino de interior, según la guía MobileReference (2007), el ya referido Shedd Aquarium de Chicago. La institución confió en el transporte por ferrocarril para recibir los suministros de agua demandados por sus instalaciones. Antes de su inauguración se necesitaron veinte tanques alojados en vagones para transportar los 3,8 millones de litros desde Cayo Oeste hasta Chicago. El transporte lo realizó el Nautilus, un tren hecho a medida para la institución estadounidenses, el cual seguiría funcionando hasta 1959.
En enero de 1985, Kelly Tarlton empezó la construcción del primer acuario con un gran túnel acrílico transparente, en Auckland, Nueva Zelanda. La tarea necesitó diez meses para terminarse y costó tres millones de dólares neozelandeses. La obra consistió en un túnel de 110 metros, formado por hojas de plástico fabricadas en Alemania, las cuales se conformaban en el Archipiélago utilizando un gran horno.

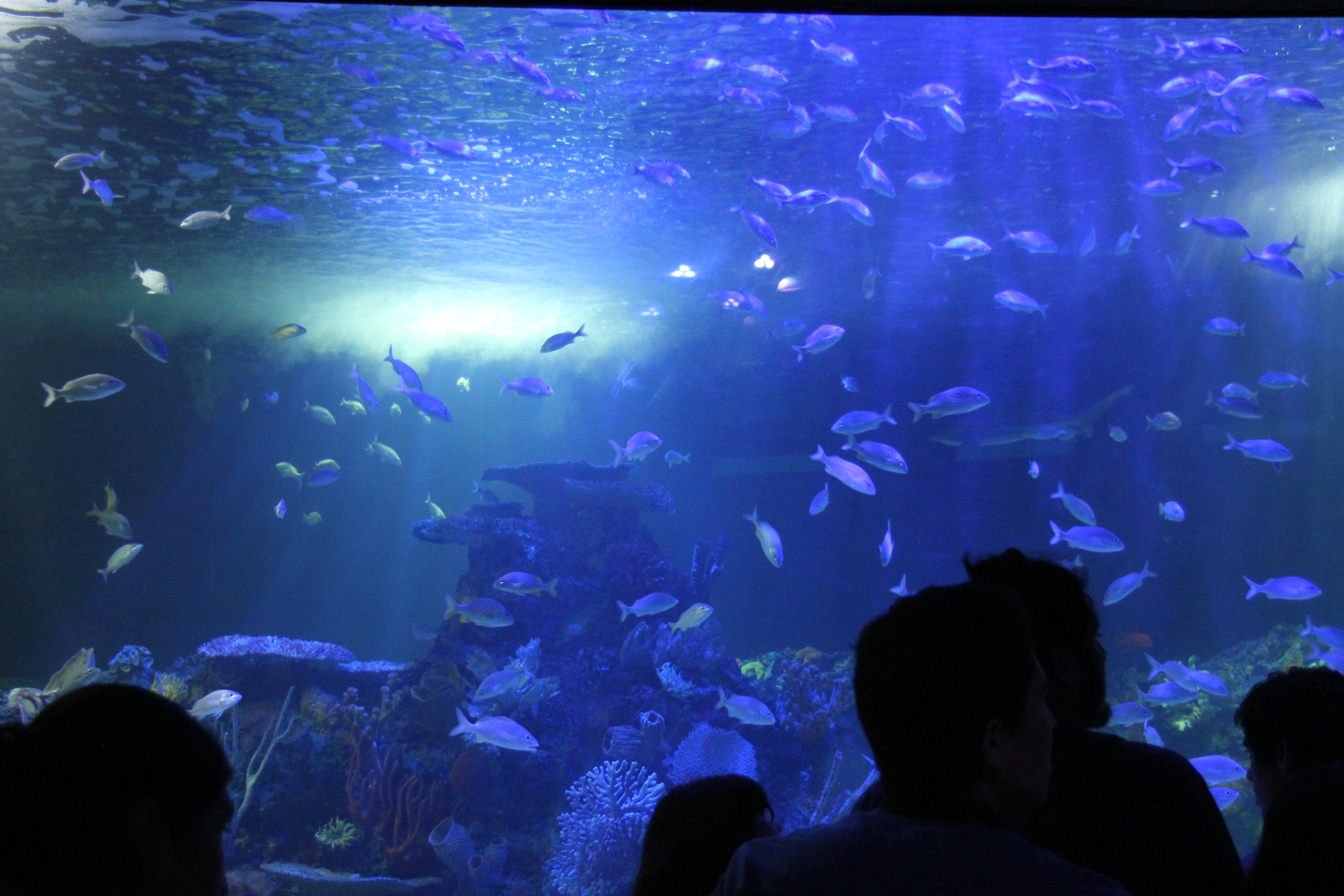
Acuario Inbursa en la Ciudad de México.

A menudo, algunos acuarios públicos se afilian a instituciones superiores de investigación oceanográfica o emprenden sus propios proyectos de reproducción o cría en cooperación con otros centros. Esto es debido al hecho de que los acuarios públicos normalmente, aunque no siempre, centran su atención en determinadas especies y ecosistemas, a veces de aguas distantes miles de kilómetros. Debido a este distanciamiento del ambiente natural o a otros problemas, estas instituciones prefieren acordar programas con homólogas suyas para cofinanciar campañas de investigación independientes en a los lugares de origen. Otros, en cambio, han sido famosos por actividades totalmente fuera de su ámbito didáctico y científico, caso del Sea Life Centre de Oberhausen, donde vivía el Pulpo Paul recordado por sus aciertos en la Eurocopa 2008 y en el Mundial de Fútbol de 2010. Sin embargo, muchos acuarios públicos reiteran su labor didáctica respecto al medio marino, enseñando que los leones marinos no son focas, que las rayas no son tiburones o que la población de grandes escualos está disminuyendo, entre muchos otros ejemplos.
Debido al mantenimiento que estas instalaciones necesitan, resultan costosas de mantener, razón por la cual muchos tienden a diversificar su oferta. Así, por su especial espectacularidad, muchos acuarios públicos celebran en ellos actos como comidas, banquetes o bodas, caso del Two Oceans Aquarium de Ciudad del Cabo entre otros.

## El acuario en la cultura popular
Son innumerables las películas, series de televisión, videojuegos y otras representaciones culturales donde aparecen los acuarios. Uno de tantos casos puede ser 2010: Odisea dos, donde la casa del Dr. Heywood Floyd parece estar rodeada por una gran acuario, en este caso un delfinario.
En el título La espía que me amó, una de las estancias del gigantesco sumergible Atlantis está dentro de un acuario, realmente planos rodados en Okinawa, porque al villano le gustaba rodearse de los ambientes que amaba, teniendo en cuenta que Karl Stromberg, interpretado por Curd Jurgens, era uno de los hombres más ricos del mundo en la ficción.
En la cinta Jaws 3-D: El gran tiburón se muestra un supuesto centro de control submarino y varios túneles imaginarios que surcan la bahía, constituyendo en la ficción el principal atractivo del acuario público más grande del mundo. Los exteriores fueron rodados en el Sea World de Florida.
La industria de los videojuegos tampoco ha perdido de vista el potencial de las instalaciones acuáticas. En varias versiones de los Sims están disponibles distintos tipos de urnas para decorar la casa. En el ámbito de los acuarios públicos, distintas versiones del Zoo Tycoon ofrecen la posibilidad de construir tanques para varias especies, entrenamiento de animales e, incluso, buceo a lomos de belugas, mantas o tortugas.

## Consecuencias ambientales y ecológicas

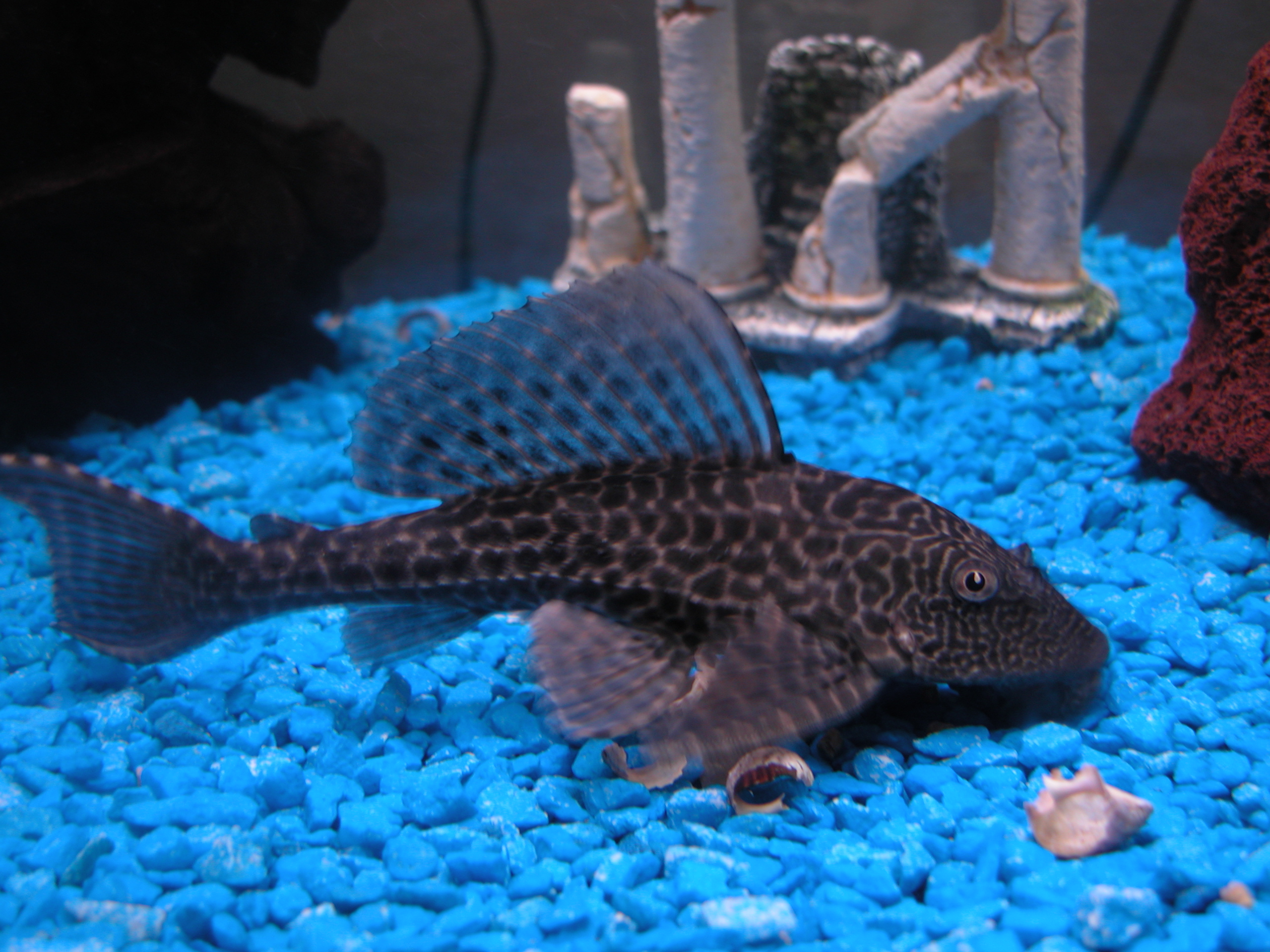
Un Pterygoplichthys sp. viviendo en un acuario casero y reducido. Cuando crece no puede permanecer ahí por la falta de espacio por lo que algunos propietarios lo liberan al medio ambiente lo que es un grave error.

Las malas praxis en acuariofilia ha traído como consecuencias:
- La exportación de peces de un lugar a otro fuera de su hábitat natural, lo que ha causado modificaciones en los ecosistemas y reducciones de población debido a que algunos peces no se reproducen en acuarios o en cautividad.
- La producción de peces que no son originarios de esa región y su eventual liberación en esas zonas provoca que se introduzcan al medio ambiente pudiendo ser una especie invasora y perjudicando a otras especies nativas.
- El pez Hypostomus plecostomus es una plaga en varios estados de México como: Morelos, Oaxaca, Chiapas, Tabasco y algunos expertos creen en la posibilidad de que llegue a la preponderante fauna y flora de Campeche y Quintana Roo. Como consecuencia está afectando a los pescadores locales, ya que este pez consume los huevos de mojarra, y no solo a ellos sino primordialmente a la fauna y vegetación originales pues esta especie fue introducida por los comerciantes.

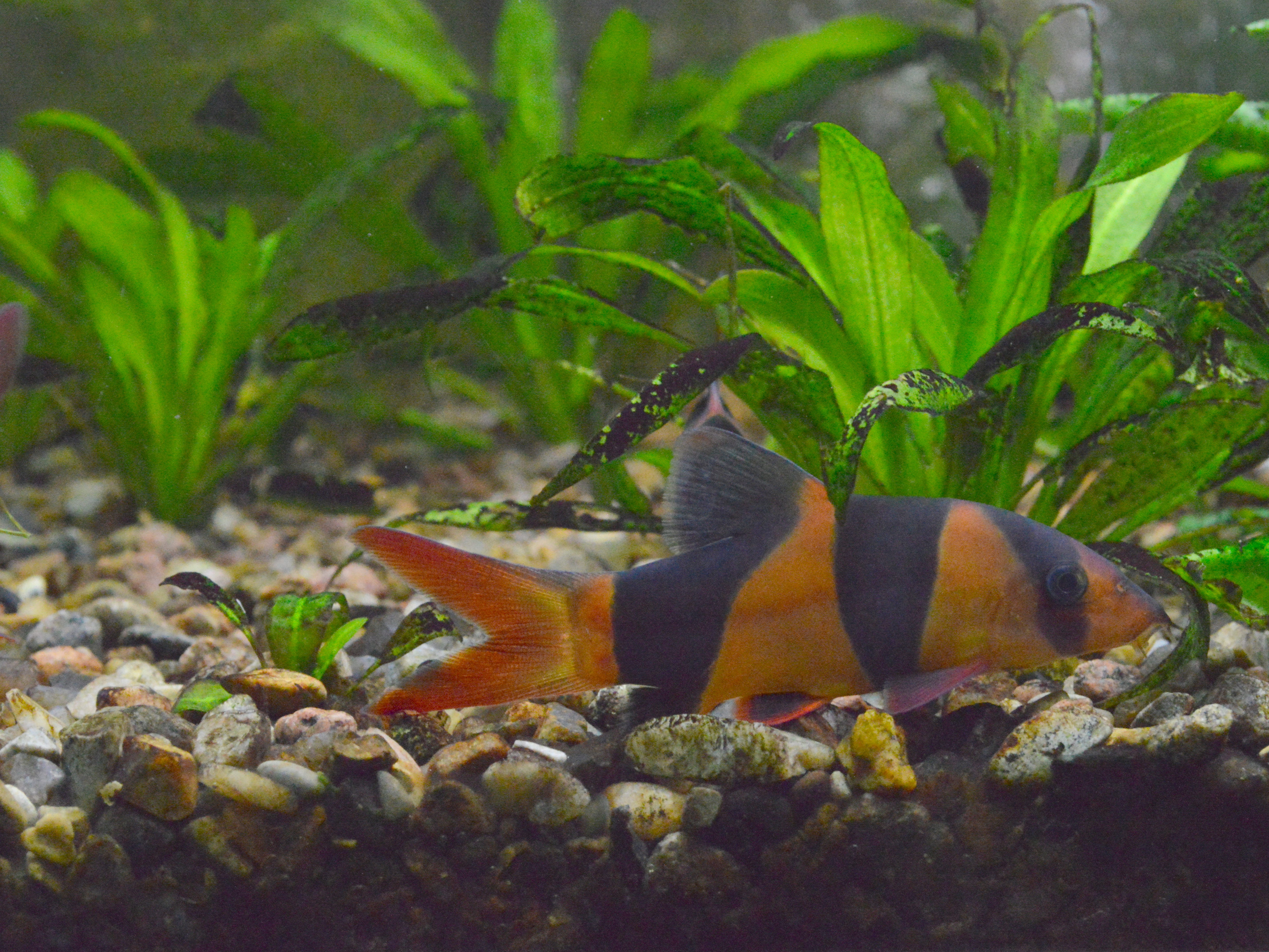
El Chromobotia macracanthus no se cría en cautiverio y se captura en su hábitat natural para ser comercializado. Muchos de ellos mueren en el camino o al introducirlos al acuario.